# Список микропроцессоров Core i7

## «Настольные» процессоры

### Основанные на микроархитектуре «Nehalem» (1-е поколение)

#### «Bloomfield» (45 nm)
- Все модели поддерживают MMX, SSE, SSE2, SSE3, SSSE3, SSE4.1, SSE4.2, Enhanced Intel SpeedStep Technology (EIST), Intel 64, XD bit (an NX bit implementation), Intel VT-x, Hyper-threading, Turbo Boost, Smart Cache.
- FSB была заменена на QPI.
- Транзисторов: 731 млн.
- Площадь чипа: 263 мм².
- Стэппинг: C0, D0.
- Частота Uncore: 2133 МГц.
- Частота Uncore Extreme Edition: 2667 МГц.

| Модель                     | Маркировка sSpec          | Тактовая частота          | Turbo                     | Ядра                      | Кэш L2                    | Кэш L3                    | Шина                      | Множи- тель               | Память                    | Напря- жение              | TDP                       | Разъём                    | Дата выпуска              | Партия(и)                  | Цена (USD)                |
| обычное энергопотребление  | обычное энергопотребление | обычное энергопотребление | обычное энергопотребление | обычное энергопотребление | обычное энергопотребление | обычное энергопотребление | обычное энергопотребление | обычное энергопотребление | обычное энергопотребление | обычное энергопотребление | обычное энергопотребление | обычное энергопотребление | обычное энергопотребление | обычное энергопотребление  | обычное энергопотребление |
| -------------------------- | ------------------------- | ------------------------- | ------------------------- | ------------------------- | ------------------------- | ------------------------- | ------------------------- | ------------------------- | ------------------------- | ------------------------- | ------------------------- | ------------------------- | ------------------------- | -------------------------- | ------------------------- |
| Core i7-920                | SLBCH (C0) SLBEJ (D0)     | 2,67 ГГц                  | 1/1/1/2                   | 4                         | 4 × 256 КБ                | 8 МБ                      | 1 × 4,8 ГТ/с QPI          | 20×                       | 3 × DDR3-1066             | 0,8-1,375 В               | 130 ВТ                    | LGA 1366                  | Ноябрь 2008               | BX80601920 AT80601000741AA | $305                      |
| Core i7-930                | SLBKP (D0)                | 2,8 ГГц                   | 1/1/1/2                   | 4                         | 4 × 256 КБ                | 8 МБ                      | 1 × 4,8 ГТ/с QPI          | 21×                       | 3 × DDR3-1066             | 0,8-1,375 В               | 130 ВТ                    | LGA 1366                  | Февраль 2010              | BX80601930 AT80601000897AA | $305                      |
| Core i7-940                | SLBCK (C0)                | 2,93 ГГц                  | 1/1/1/2                   | 4                         | 4 × 256 КБ                | 8 МБ                      | 1 × 4,8 ГТ/с QPI          | 22×                       | 3 × DDR3-1066             | 0,8-1,375 В               | 130 Вт                    | LGA 1366                  | Ноябрь 2008               | BX80601940 AT80601000921AA | $555                      |
| Core i7-950                | SLBEN (D0)                | 3,07 ГГц                  | 1/1/1/2                   | 4                         | 4 × 256 КБ                | 8 МБ                      | 1 × 4,8 ГТ/с QPI          | 23×                       | 3 × DDR3-1066             | 0,8-1,375 В               | 130 Вт                    | LGA 1366                  | Июнь 2009                 | BX80601950 AT80601002112AA | $305                      |
| Core i7-960                | SLBEU (D0)                | 3,2 ГГц                   | 1/1/1/2                   | 4                         | 4 × 256 КБ                | 8 МБ                      | 1 × 4,8 ГТ/с QPI          | 24×                       | 3 × DDR3-1066             | 0,8-1,375 В               | 130 Вт                    | LGA 1366                  | Октябрь 2009              | BX80601960 AT80601002727AA | $305                      |
| Core i7-965Extreme Edition | SLBCJ (C0)                | 3,2 ГГц                   | 1/1/1/2                   | 4                         | 4 × 256 КБ                | 8 МБ                      | 1 × 6,4 ГТ/с QPI          | 24×                       | 3 × DDR3-1066             | 0,8-1,375 В               | 130 Вт                    | LGA 1366                  | Ноябрь 2008               | BX80601965 AT80601000918AA | $990                      |
| Core i7-975Extreme Edition | SLBEQ (D0)                | 3,33 ГГц                  | 1/1/1/2                   | 4                         | 4 × 256 КБ                | 8 МБ                      | 1 × 6,4 ГТ/с QPI          | 25×                       | 3 × DDR3-1066             | 0,8-1,375 В               | 130 Вт                    | LGA 1366                  | Июнь 2009                 | BX80601975 AT80601002274AA | $1059                     |

#### «Lynnfield» (45 нм)
- Все модели поддерживают MMX, SSE, SSE2, SSE3, SSSE3, SSE4.1, SSE4.2, Enhanced Intel SpeedStep Technology (EIST), Intel 64, XD bit (an NX bit implementation), TXT, Intel VT-x, Intel VT-d, Hyper-threading, Turbo Boost, Smart Cache.
- Core i7-875K не поддерживает Intel TXT и Intel VT-d.[1]
- Core i7-875K имеет разблокированный множитель.
- Транзисторов: 774 млн.
- Площадь чипа: 296 мм².
- Стэппинг: B1.
- Частота Uncore: 2,4 ГГц.

| Модель                    | Маркировка sSpec          | Тактовая частота          | Turbo                     | Ядра                      | Кэш L2                    | Кэш L3                    | Шина                      | Множи- тель               | Память                    | Напря- жение              | TDP                       | Разъём                    | Дата выпуска              | Партия(и)                     | Цена (USD)                |
| обычное энергопотребление | обычное энергопотребление | обычное энергопотребление | обычное энергопотребление | обычное энергопотребление | обычное энергопотребление | обычное энергопотребление | обычное энергопотребление | обычное энергопотребление | обычное энергопотребление | обычное энергопотребление | обычное энергопотребление | обычное энергопотребление | обычное энергопотребление | обычное энергопотребление     | обычное энергопотребление |
| ------------------------- | ------------------------- | ------------------------- | ------------------------- | ------------------------- | ------------------------- | ------------------------- | ------------------------- | ------------------------- | ------------------------- | ------------------------- | ------------------------- | ------------------------- | ------------------------- | ----------------------------- | ------------------------- |
| Core i7-860               | SLBJJ (B1)                | 2,8 ГГц                   | 1/1/4/5                   | 4                         | 4 × 256 КБ                | 8 МБ                      | DMI                       | 21×                       | 2 × DDR3-1333             | 0,65-1,4 В                | 95 Вт                     | LGA 1156                  | Сентябрь 2009             | BV80605001908AK BX80605I7860  | $284                      |
| Core i7-870               | SLBJG (B1)                | 2,93 ГГц                  | 2/2/4/5                   | 4                         | 4 × 256 КБ                | 8 МБ                      | DMI                       | 22×                       | 2 × DDR3-1333             | 0,65-1,4 В                | 95 Вт                     | LGA 1156                  | Сентябрь 2009             | BV80605001905AI BX80605I7870  | $305                      |
| Core i7-875K              | SLBS2 (B1)                | 2,93 ГГц                  | 2/2/4/5                   | 4                         | 4 × 256 КБ                | 8 MБ                      | DMI                       | 22×                       | 2 × DDR3-1333             | 0,65-1,4 В                | 95 Вт                     | LGA 1156                  | Май 2010                  | BV80605001905AM BX80605I7875K | $353                      |
| Core i7-880               | SLBPS (B1)                | 3,07 ГГц                  | 2/2/4/5                   | 4                         | 4 × 256 КБ                | 8 МБ                      | DMI                       | 23×                       | 2 × DDR3-1333             | 0,65-1,4 В                | 95 Вт                     | LGA 1156                  | Май 2010                  | BV80605002505AG BX80605I7880  | Н/Д                       |
| низкое энергопотребление  |                           |                           |                           |                           |                           |                           |                           |                           |                           |                           |                           |                           |                           |                               |                           |
| Core i7-860S              | SLBLG (B1)                | 2,53 ГГц                  | 0/0/6/7                   | 4                         | 4 × 256 КБ                | 8 МБ                      | DMI                       | 19×                       | 2 × DDR3-1333             | 0,65-1,4 В                | 82 Вт                     | LGA 1156                  | Январь 2010               | BV80605003210AD BX80605I7860S | $362                      |
| Core i7-870S              | SLBQ7 (B1)                | 2,67 ГГц                  | 0/0/6/7                   | 4                         | 4 × 256 КБ                | 8 МБ                      | DMI                       | 20×                       | 2 × DDR3-1333             | 0,65-1,4 В                | 82 Вт                     | LGA 1156                  | Июль 2010                 | BX80605I7870S BV80605004494AB | Н/Д                       |

### Основанные на микроархитектуре «Westmere» (1-е поколение)

#### «Gulftown» (32 нм)
- Все модели поддерживают MMX, SSE, SSE2, SSE3, SSSE3, SSE4.1, SSE4.2, Enhanced Intel SpeedStep Technology (EIST), Intel 64, XD bit (an NX bit implementation), Intel VT-x,Hyper-threading, Turbo Boost, AES-NI, Smart Cache.
- Процессоры i7-980X и 990X имеют разблокированный множитель.
- FSB была заменена на QPI.
- Транзисторов: 1170 млн.
- Площадь чипа: 239 мм².
- Стэппинг: B1.
- Частота Uncore: 2667 МГц.

| Модель                    | Маркировка sSpec          | Тактовая частота          | Turbo                     | Ядра                      | Кэш L2                    | Кэш L3                    | Шина                      | Множи- тель               | Память                    | Напря- жение              | TDP                       | Разъём                    | Дата выпуска              | Партия(и)                     | Цена (USD)                |
| обычное энергопотребление | обычное энергопотребление | обычное энергопотребление | обычное энергопотребление | обычное энергопотребление | обычное энергопотребление | обычное энергопотребление | обычное энергопотребление | обычное энергопотребление | обычное энергопотребление | обычное энергопотребление | обычное энергопотребление | обычное энергопотребление | обычное энергопотребление | обычное энергопотребление     | обычное энергопотребление |
| ------------------------- | ------------------------- | ------------------------- | ------------------------- | ------------------------- | ------------------------- | ------------------------- | ------------------------- | ------------------------- | ------------------------- | ------------------------- | ------------------------- | ------------------------- | ------------------------- | ----------------------------- | ------------------------- |
| Core i7-970               | SLBVF (B1)                | 3,2 ГГц                   | 1/1/1/1/2/2               | 6                         | 6 × 256КБ                 | 12 МБ                     | 1 × 4,8 ГТ/с QPI          | 24×                       | 3 × DDR3-1066             | 0,8-1,375 В               | 130 Вт                    | LGA 1366                  | Июль 2010                 | AT80613005490AD BX80613I7970  | $594                      |
| Core i7-980               | SLBYU (B1)                | 3,33 ГГц                  | 1/1/1/1/2/2               | 6                         | 6 × 256 КБ                | 12 МБ                     | 1 × 4,8 ГТ/с QPI          | 25×                       | 3 × DDR3-1066             | 0,8-1,300 В               | 130 Вт                    | LGA 1366                  | Июнь 2011                 | AT80613006756AA BX80613I7980  | $594                      |
| Core i7-980X              | SLBUZ (B1)                | 3,33 ГГц                  | 1/1/1/1/2/2               | 6                         | 6 × 256 КБ                | 12 МБ                     | 1 × 6,4 ГТ/с QPI          | 25×                       | 3 × DDR3-1066             | 0,8-1,375 В               | 130 Вт                    | LGA 1366                  | Март 2010                 | AT80613003543AE BX80613I7980X | $1059                     |
| Core i7-990X              | SLBVZ (B1)                | 3,47 ГГц                  | 1/1/1/1/2/2               | 6                         | 6 × 256 КБ                | 12 МБ                     | 1 × 6,4 ГТ/с QPI          | 26×                       | 3 × DDR3-1066             | 0,8-1,375 В               | 130 Вт                    | LGA 1366                  | Февраль 2011              | AT80613005931AA BX80613I7990X | $1059                     |

### Основанные на микроархитектуре «Sandy Bridge» (2-е поколение)

#### «Sandy Bridge» (32 нм)
- Все модели поддерживают MMX, SSE, SSE2, SSE3, SSSE3, SSE4.1, SSE4.2, AVX, Enhanced Intel SpeedStep Technology (EIST), Intel 64, XD bit (an NX bit implementation), TXT, Intel VT-x, Intel VT-d, Hyper-Threading, Turbo Boost, AES-NI, Smart Cache, vPro.
- Поддержка до 4 DIMMS DDR3-1333 оперативной памяти.
- S процессоры отличаются пониженным TDP (65 Вт).
- K процессоры не поддерживают Intel TXT, Intel VT-d и vPro.
- K процессоры имеют разблокированный множитель (до 57) для ядер CPU. Другие процессоры имеют ограниченный разгон из-за ограничений чипсета.[2][3]
- Транзисторов: 1,16 млрд.
- Площадь чипа: 216 мм².

| Модель                    | Маркировка sSpec          | Ядра                      | Тактовая частота          | Turbo                     | Кэш L2                    | Кэш L3                    | Модель GPU                | Частота GPU               | TDP                       | Разъём                    | Шина                      | Дата выпуска              | Партия(и)                                      | Цена (USD)                |
| обычное энергопотребление | обычное энергопотребление | обычное энергопотребление | обычное энергопотребление | обычное энергопотребление | обычное энергопотребление | обычное энергопотребление | обычное энергопотребление | обычное энергопотребление | обычное энергопотребление | обычное энергопотребление | обычное энергопотребление | обычное энергопотребление | обычное энергопотребление                      | обычное энергопотребление |
| ------------------------- | ------------------------- | ------------------------- | ------------------------- | ------------------------- | ------------------------- | ------------------------- | ------------------------- | ------------------------- | ------------------------- | ------------------------- | ------------------------- | ------------------------- | ---------------------------------------------- | ------------------------- |
| Core i7-2600              | SR00B (D2)                | 4                         | 3,4 ГГц                   | 1/2/3/4                   | 4 × 256 КБ                | 8 МБ                      | HD Graphics 2000          | 850-1350 МГц              | 95 Вт                     | LGA 1155                  | DMI 2.0                   | Январь 2011               | CM8062300834302 BX80623I72600 BXC80623I72600   | $273                      |
| Core i7-2600K             | SR00C (D2)                | 4                         | 3,4 ГГц                   | 1/2/3/4                   | 4 × 256 КБ                | 8 МБ                      | HD Graphics 3000          | 850-1350 МГц              | 95 Вт                     | LGA 1155                  | DMI 2.0                   | Январь 2011               | CM8062300833908 BX80623I72600K BXC80623I72600K | снят                      |
| Core i7-2700K             | SR0DG (D2)                | 4                         | 3,5 ГГц                   | 1/2/3/4                   | 4 × 256 КБ                | 8 МБ                      | HD Graphics 3000          | 850-1350 МГц              | 95 Вт                     | LGA 1155                  | DMI 2.0                   | Октябрь 2011              | CM8062301124100 BX80623I72700K BXC80623I72700K | снят                      |
| низкое энергопотребление  |                           |                           |                           |                           |                           |                           |                           |                           |                           |                           |                           |                           |                                                |                           |
| Core i7-2600S             | SR00E (D2)                | 4                         | 2,8 ГГц                   | 1/5/9/10                  | 4 × 256 КБ                | 8 МБ                      | HD Graphics 2000          | 850-1350 МГц              | 65 Вт                     | LGA 1155                  | DMI 2.0                   | Январь 2011               | CM8062300835604 BX80623I72600S                 | снят                      |

#### «Sandy Bridge-E» (32 нм)
- Все модели поддерживают: MMX, SSE, SSE2, SSE3, SSSE3, SSE4.1, SSE4.2, AVX, Enhanced Intel SpeedStep Technology (EIST), Intel 64, XD bit (an NX bit implementation), TXT, Intel VT-x, Intel VT-d, Hyper-threading, Turbo Boost, AES-NI, Smart Cache.
- Поддержка до 8 DIMMS of DDR3-1600 оперативной памяти.
- Транзисторов: 1,27 (M1) млрд. или 2,27 (С1, С2) млрд.
- Площадь чипа: 435 мм².
- Стэппинг: M1, C1, C2.

| Модель                    | Маркировка sSpec          | Ядра                      | Тактовая частота          | Turbo                     | Кэш L2                    | Кэш L3                    | TDP                       | Разъём                    | Шина                      | Память                    | Дата выпуска              | Партия(и)                      | Цена (USD)                |
| обычное энергопотребление | обычное энергопотребление | обычное энергопотребление | обычное энергопотребление | обычное энергопотребление | обычное энергопотребление | обычное энергопотребление | обычное энергопотребление | обычное энергопотребление | обычное энергопотребление | обычное энергопотребление | обычное энергопотребление | обычное энергопотребление      | обычное энергопотребление |
| ------------------------- | ------------------------- | ------------------------- | ------------------------- | ------------------------- | ------------------------- | ------------------------- | ------------------------- | ------------------------- | ------------------------- | ------------------------- | ------------------------- | ------------------------------ | ------------------------- |
| Core i7-3820              | SR0LD (M1)                | 4                         | 3,6 ГГц                   | 1/1/2/2                   | 4 × 256 КБ                | 10 МБ                     | 130 Вт                    | LGA 2011                  | DMI 2.0                   | 8 × DDR3-1600             | Февраль 2012              | CM8061901049606 BX80619I73820  | снят                      |
| Core i7-3930K             | SR0H9 (C1) SR0KY (C2)     | 6                         | 3,2 ГГц                   | 3/3/4/5/6/6               | 6 × 256 КБ                | 12 МБ                     | 130 Вт                    | LGA 2011                  | DMI 2.0                   | 8 × DDR3-1600             | Ноябрь 2011               | CM8061901100802 BX80619I73930K | снят                      |
| Core i7-3960X             | SR0GW (C1) SR0KF (C2)     | 6                         | 3,3 ГГц                   | 3/3/4/5/6/6               | 6 × 256 КБ                | 15 МБ                     | 130 Вт                    | LGA 2011                  | DMI 2.0                   | 8 × DDR3-1600             | Ноябрь 2011               | CM8061907184018 BX80619I73960X | снят                      |
| Core i7-3970X             | SR0WR (C2)                | 6                         | 3,5 ГГц                   | 2/2/3/4/5/5               | 6 × 256 КБ                | 15 МБ                     | 150 Вт                    | LGA 2011                  | DMI 2.0                   | 8 × DDR3-1600             | Ноябрь 2012               | CM8061901281201 BX80619I73970X | снят                      |

### Основанные на микроархитектуре «Ivy Bridge» (3-е поколение)

#### «Ivy Bridge» (22 нм)
- Все модели поддерживают MMX, SSE, SSE2, SSE3, SSSE3, SSE4.1, SSE4.2, AVX, F16C, Enhanced Intel SpeedStep Technology (EIST), Intel 64, XD bit (an NX bit implementation),Intel VT-x, Hyper-threading, Turbo boost 2.0, AES-NI, Smart Cache, Intel Insider.
- Поддержка до 4 DIMMS DDR3-1600 оперативной памяти.
- K процессоры не поддерживают Intel TXT, Intel VT-d and vPro, но имеют разблокированный множитель.
- S процессоры отличаются пониженным TDP (65 Вт).
- T процессоры имеют сверхнизкое энергопотребление.
- Транзисторов: 1,4 млрд.
- Площадь чипа: 160 мм².

| Модель                        | Маркировка sSpec          | Ядра                      | Тактовая частота          | Turbo                     | Кэш L2                    | Кэш L3                    | Модель GPU                | Частота GPU               | TDP                       | Разъём                    | Шина                      | Дата выпуска              | Партия(и)                                      | Цена (USD)                |
| обычное энергопотребление     | обычное энергопотребление | обычное энергопотребление | обычное энергопотребление | обычное энергопотребление | обычное энергопотребление | обычное энергопотребление | обычное энергопотребление | обычное энергопотребление | обычное энергопотребление | обычное энергопотребление | обычное энергопотребление | обычное энергопотребление | обычное энергопотребление                      | обычное энергопотребление |
| ----------------------------- | ------------------------- | ------------------------- | ------------------------- | ------------------------- | ------------------------- | ------------------------- | ------------------------- | ------------------------- | ------------------------- | ------------------------- | ------------------------- | ------------------------- | ---------------------------------------------- | ------------------------- |
| Core i7-3770                  | SR0PK (E1)                | 4                         | 3,4 ГГц                   | 3/4/5/5                   | 4 × 256 КБ                | 8 МБ                      | HD Graphics 4000          | 650—1150 МГц              | 77 Вт                     | LGA 1155                  | DMI 2.0                   | Апрель 2012               | CM8063701211600 BX80637I73770 BXC80637I73770   | $283 — $305               |
| Core i7-3770K                 | SR0PL (E1)                | 4                         | 3,5 ГГц                   | 2/3/4/4                   | 4 × 256 КБ                | 8 МБ                      | HD Graphics 4000          | 650—1150 МГц              | 77 Вт                     | LGA 1155                  | DMI 2.0                   | Апрель 2012               | CM8063701211700 BX80637I73770K BXC80637I73770K | снят                      |
| низкое энергопотребление      |                           |                           |                           |                           |                           |                           |                           |                           |                           |                           |                           |                           |                                                |                           |
| Core i7-3770S                 | SR0PN (E1)                | 4                         | 3,1 ГГц                   | 4/5/7/8                   | 4 × 256 КБ                | 8 МБ                      | HD Graphics 4000          | 650—1150 МГц              | 65 Вт                     | LGA 1155                  | DMI 2.0                   | Апрель 2012               | CM8063701211900 BX80637I73770S                 | снят                      |
| сверхнизкое энергопотребление |                           |                           |                           |                           |                           |                           |                           |                           |                           |                           |                           |                           |                                                |                           |
| Core i7-3770T                 | SR0PQ (E1)                | 4                         | 2,5 ГГц                   | 6/9/11/12                 | 4 × 256 КБ                | 8 МБ                      | HD Graphics 4000          | 650—1150 МГц              | 45 Вт                     | LGA 1155                  | DMI 2.0                   | Апрель 2012               | CM8063701212200 BX80637I73770T                 | $294                      |

#### «Ivy Bridge-E» (22 нм)
- Все модели поддерживают MMX, SSE, SSE2, SSE3, SSSE3, SSE4.1, SSE4.2, AVX, F16C, Enhanced Intel SpeedStep Technology (EIST), Intel 64, XD bit (an NX bit implementation),Intel VT-x, Intel VT-d, Hyper-threading, Turbo Boost 2.0, AES-NI, Smart Cache.
- Поддержка до 8 DIMMS DDR3-1866 оперативной памяти.
- Транзисторов: 1,86 млрд.
- Площадь чипа: 256,5 мм².

| Модель                    | Маркировка sSpec          | Ядра                      | Тактовая частота          | Turbo                     | Кэш L2                    | Кэш L3                    | TDP                       | Разъём                    | Шина                      | Память                    | Дата выпуска              | Партия(и)                      | Цена (USD)                |
| обычное энергопотребление | обычное энергопотребление | обычное энергопотребление | обычное энергопотребление | обычное энергопотребление | обычное энергопотребление | обычное энергопотребление | обычное энергопотребление | обычное энергопотребление | обычное энергопотребление | обычное энергопотребление | обычное энергопотребление | обычное энергопотребление      | обычное энергопотребление |
| ------------------------- | ------------------------- | ------------------------- | ------------------------- | ------------------------- | ------------------------- | ------------------------- | ------------------------- | ------------------------- | ------------------------- | ------------------------- | ------------------------- | ------------------------------ | ------------------------- |
| Core i7-4820K             | SR1AU (S1)                | 4                         | 3,7 ГГц                   | 0/0/0/2                   | 4 × 256 КБ                | 10 МБ                     | 130 Вт                    | LGA 2011                  | DMI 2.0                   | 8 × DDR3-1866             | Сентябрь 2013             | CM8063301292805 BX80633I74820K | снят                      |
| Core i7-4930K             | SR1AT (S1)                | 6                         | 3,4 ГГц                   | 2/2/3/3/3/5               | 6 × 256 КБ                | 12 МБ                     | 130 Вт                    | LGA 2011                  | DMI 2.0                   | 8 × DDR3-1866             | Сентябрь 2013             | CM8063301292702 BX80633I74930K | снят                      |
| Core i7-4960X             | SR1AS (S1)                | 6                         | 3,6 ГГц                   | 1/1/2/3/3/4               | 6 × 256 КБ                | 15 МБ                     | 130 Вт                    | LGA 2011                  | DMI 2.0                   | 8 × DDR3-1866             | Сентябрь 2013             | CM8063301292500 BX80633I74960X | снят                      |

### Основанные на микроархитектуре «Haswell» (4-е поколение)

#### «Haswell-DT» (22 нм)
- Все модели поддерживают MMX, SSE, SSE2, SSE3, SSSE3, SSE4.1, SSE4.2, AVX, AVX2, FMA3, F16C, (BMI1)(Bit Manipulation Instructions1)+BMI2, Enhanced Intel SpeedStepTechnology (EIST), Intel 64, XD bit (an NX bit implementation), Intel VT-x, Hyper-threading, Turbo Boost 2.0, AES-NI, Smart Cache, Intel Insider
- i7-4770K не поддерживает Intel TSX-NI и Intel VT-d.
- Процессоры i7-4770K и i7-4790K не поддерживают vPro and TXT.
- Транзисторов: 1,4 млрд.
- Площадь чипа: 177 мм².

| Модель                                    | Маркировка sSpec          | Ядра                      | Тактовая частота          | Turbo                     | Кэш L2                    | Кэш L3                    | Модель GPU                | Частота GPU               | TDP                       | Разъём                    | Шина                      | Дата выпуска              | Партия(и)                                                      | Цена (USD)                |
| обычное энергопотребление                 | обычное энергопотребление | обычное энергопотребление | обычное энергопотребление | обычное энергопотребление | обычное энергопотребление | обычное энергопотребление | обычное энергопотребление | обычное энергопотребление | обычное энергопотребление | обычное энергопотребление | обычное энергопотребление | обычное энергопотребление | обычное энергопотребление                                      | обычное энергопотребление |
| ----------------------------------------- | ------------------------- | ------------------------- | ------------------------- | ------------------------- | ------------------------- | ------------------------- | ------------------------- | ------------------------- | ------------------------- | ------------------------- | ------------------------- | ------------------------- | -------------------------------------------------------------- | ------------------------- |
| Core i7-4770                              | SR149 (C0)                | 4                         | 3,4 ГГц                   | 3/4/5/5                   | 4 × 256 КБ                | 8 MБ                      | HD Graphics 4600          | 350-1200 МГц              | 84 Вт                     | LGA 1150                  | DMI 2.0                   | Июнь 2013                 | CM8064601464303 BX80646I74770 BXC80646I74770                   | $303 — $312               |
| Core i7-4770K                             | SR147 (C0)                | 4                         | 3,5 ГГц                   | 2/3/4/4                   | 4 × 256 КБ                | 8 MB                      | HD Graphics 4600          | 350-1250 МГц              | 84 Вт                     | LGA 1150                  | DMI 2.0                   | Июнь 2013                 | CM8064601464206 BX80646I74770K BXF80646I74770K BXC80646I74770K | $339 — $350               |
| Core i7-4771                              | SR1BW (C0)                | 4                         | 3,5 ГГц                   | 2/3/4/4                   | 4 × 256 КБ                | 8 МБ                      | HD Graphics 4600          | 350-1200 МГц              | 84 Вт                     | LGA 1150                  | DMI 2.0                   | Сентябрь 2013             | CM8064601464302 BX80646I74771 BXC80646I74771                   | $314 — $320               |
| Core i7-4790                              | SR1QF (C0)                | 4                         | 3,6 ГГц                   | 2/3/4/4                   | 4 × 256 КБ                | 8 МБ                      | HD Graphics 4600          | 350-1200 МГц              | 84 Вт                     | LGA 1150                  | DMI 2.0                   | Май 2014                  | CM8064601560113 BX80646I74790 BXC80646I74790                   | $303 — $312               |
| Core i7-4790K                             | SR219 (C0)                | 4                         | 4 ГГц                     | 2/3/4/4                   | 4 × 256 КБ                | 8 МБ                      | HD Graphics 4600          | 350-1250 МГц              | 88 Вт                     | LGA 1150                  | DMI 2.0                   | Июнь 2014                 | CM8064601710501 BX80646I74790K BXF80646I74790K BXC80646I74790K | $339 — $350               |
| низкое энергопотребление                  |                           |                           |                           |                           |                           |                           |                           |                           |                           |                           |                           |                           |                                                                |                           |
| Core i7-4770S                             | SR14H (C0)                | 4                         | 3,1 ГГц                   | 4/5/7/8                   | 4 × 256 КБ                | 8 МБ                      | HD Graphics 4600          | 350-1200 МГц              | 65 Вт                     | LGA 1150                  | DMI 2.0                   | Июнь 2013                 | CM8064601465504 BX80646I74770S                                 | $303 — $305               |
| Core i7-4790S                             | SR1QM (C0)                | 4                         | 3,2 ГГц                   | 4/5/7/8                   | 4 × 256 КБ                | 8 МБ                      | HD Graphics 4600          | 350-1200 МГц              | 65 Вт                     | LGA 1150                  | DMI 2.0                   | Май 2014                  | CM8064601561014 BX80646I74790S                                 | $303 — $312               |
| сверхнизкое энергопотребление             |                           |                           |                           |                           |                           |                           |                           |                           |                           |                           |                           |                           |                                                                |                           |
| Core i7-4765T                             | SR14Q (C0)                | 4                         | 2 ГГц                     | 6/7/9/10                  | 4 × 256 КБ                | 8 МБ                      | HD Graphics 4600          | 350-1200 МГц              | 35 Вт                     | LGA 1150                  | DMI 2.0                   | Июнь 2013                 | CM8064601466200                                                | $303                      |
| Core i7-4770T                             | SR14N (C0)                | 4                         | 2,5 ГГц                   | 6/9/11/12                 | 4 × 256 КБ                | 8 МБ                      | HD Graphics 4600          | 350-1200 МГц              | 45 Вт                     | LGA 1150                  | DMI 2.0                   | Июнь 2013                 | CM8064601465902                                                | $303                      |
| Core i7-4785T                             | SR1QU (C0)                | 4                         | 2,2 ГГц                   | 6/7/9/10                  | 4 × 256 КБ                | 8 МБ                      | HD Graphics 4600          | 350-1200 МГц              | 35 Вт                     | LGA 1150                  | DMI 2.0                   | Май 2014                  | CM8064601561714                                                | $303                      |
| Core i7-4790T                             | SR1QS (C0)                | 4                         | 2,7 ГГц                   | 6/9/11/12                 | 4 × 256 KБ                | 8 МБ                      | HD Graphics 4600          | 350-1200 МГц              | 45 Вт                     | LGA 1150                  | DMI 2.0                   | Май 2014                  | CM8064601561513                                                | $303                      |
| сверхнизкое энергопотребление, встроенные |                           |                           |                           |                           |                           |                           |                           |                           |                           |                           |                           |                           |                                                                |                           |
| Core i7-4770TE                            | SR183 (C0)                | 4                         | 2,3 ГГц                   | 4/4/9/10                  | 4 × 256 КБ                | 8 МБ                      | HD Graphics 4600          | 350-1000 МГц              | 45 Вт                     | LGA 1150                  | DMI 2.0                   | Июнь 2013                 | CM8064601538900                                                | $303                      |

#### «Haswell-H» (Мультичиповый модуль, 22 нм)
- Все модели поддерживают MMX, SSE, SSE2, SSE3, SSSE3, SSE4.1, SSE4.2, AVX, AVX2, FMA3, F16C, (BMI1)(Bit Manipulation Instructions1)+BMI2, Enhanced Intel SpeedStepTechnology (EIST), Intel 64, XD bit (an NX bit implementation), Intel VT-x, Intel VT-d, Hyper-threading, Turbo Boost 2.0, AES-NI, Smart Cache, Intel Insider.
- i7-4770R не поддерживает TSX, TXT и Vpro.
- Процессор i7-4770R содержит «Crystalwell»: 128 МиБ eDRAM. Технология «Crystalwell» построена на 22 нм техпроцессе и используется как кеш L4.
- Транзисторов: 1,4 млрд.
- Площадь чипа: 264 мм² + 84 мм².

Core i7-4770R а также производство Intel core i7 прекратится в марте 2020 года так как Intel планирует выпустит новую модель Intel Core i9
| Модель                    | Маркировка sSpec          | Ядра                      | Тактовая частота          | Turbo                     | Кэш L2                    | Кэш L3                    | Модель GPU                | Частота GPU               | TDP                       | Разъём                    | Шина                      | Дата выпуска              | Партия(и)                 | Цена (USD)                |
| обычное энергопотребление | обычное энергопотребление | обычное энергопотребление | обычное энергопотребление | обычное энергопотребление | обычное энергопотребление | обычное энергопотребление | обычное энергопотребление | обычное энергопотребление | обычное энергопотребление | обычное энергопотребление | обычное энергопотребление | обычное энергопотребление | обычное энергопотребление | обычное энергопотребление |
| ------------------------- | ------------------------- | ------------------------- | ------------------------- | ------------------------- | ------------------------- | ------------------------- | ------------------------- | ------------------------- | ------------------------- | ------------------------- | ------------------------- | ------------------------- | ------------------------- | ------------------------- |
| Core i7-4770R             | SR18K (C0)                | 4                         | 3,2 ГГц                   | 4/5/6/7                   | 4 × 256 КБ                | 6 МБ                      | Iris Pro Graphics 5200    | 200-1300 МГц              | 65 Вт                     | BGA-1364                  | DMI 2.0                   | Июнь 2013                 | CL8064701508001           | $358                      |

#### «Haswell-E» (22 нм)
- Все модели поддерживают MMX, SSE, SSE2, SSE3, SSSE3, SSE4.1, SSE4.2, AVX, AVX2, FMA3, F16C, Enhanced Intel SpeedStep Technology (EIST), Intel 64, XD bit (an NX bitimplementation), Intel VT-x, Intel VT-d, Hyper-threading, Turbo Boost 2.0, AES-NI, Smart Cache.
- Поддержка до 8 DIMMS DDR4-2133 оперативной памяти.
- Транзисторов: 2,60 млрд.
- Площадь чипа: 356 мм².
- i7-5820K поддерживает 28 линий PCI Express; i7-5930K и i7-5960X — 40 линий.

| Модель                    | Маркировка sSpec          | Ядра                      | Тактовая частота          | Turbo                     | Кэш L2                    | Кэш L3                    | TDP                       | Разъём                    | Шина                      | Память                    | Дата выпуска              | Партия(и)                      | Цена (USD)                |
| обычное энергопотребление | обычное энергопотребление | обычное энергопотребление | обычное энергопотребление | обычное энергопотребление | обычное энергопотребление | обычное энергопотребление | обычное энергопотребление | обычное энергопотребление | обычное энергопотребление | обычное энергопотребление | обычное энергопотребление | обычное энергопотребление      | обычное энергопотребление |
| ------------------------- | ------------------------- | ------------------------- | ------------------------- | ------------------------- | ------------------------- | ------------------------- | ------------------------- | ------------------------- | ------------------------- | ------------------------- | ------------------------- | ------------------------------ | ------------------------- |
| Core i7-5820K             | SR20S (R2)                | 6                         | 3,3 ГГц                   | 1/1/1/1/3/3               | 6 × 256 КБ                | 15 МБ                     | 140 Вт                    | LGA 2011-3                | DMI 2.0                   | 4 × DDR4-2133             | Август 2014               | CM8064801548435 BX80648I75820K | $389 -$396                |
| Core i7-5930K             | SR20R (R2)                | 6                         | 3,5 ГГц                   | 1/1/1/1/2/2               | 6 × 256 КБ                | 15 МБ                     | 140 Вт                    | LGA 2011-3                | DMI 2.0                   | 4 × DDR4-2133             | Август 2014               | CM8064801548338 BX80648I75930K | $583 -$594                |
| Core i7-5960X             | SR20Q (R2)                | 8                         | 3 ГГц                     | 3/3/3/3/3/3/5/5           | 8 × 256 КБ                | 20 МБ                     | 140 Вт                    | LGA 2011-3                | DMI 2.0                   | 4 × DDR4-2133             | Август 2014               | CM8064801547964 BX80648I75960X | $999 -$1059               |

### Основанные на микроархитектуре «Broadwell» (5-е поколение)

#### «Broadwell-H» (14 нм)
- Все модели поддерживают MMX, SSE, SSE2, SSE3, SSSE3, SSE4.1, SSE4.2, AVX, AVX2, FMA3, F16C, (BMI1)(Bit Manipulation Instructions1)+BMI2, Enhanced Intel SpeedStepTechnology (EIST), Intel 64, XD bit (an NX bit implementation), Intel VT-x, Intel VT-d, Hyper-threading, Turbo Boost 2.0, AES-NI, Smart Cache, Intel Insider.
- Все модели содержат «Crystal Well»: 128 МиБ eDRAM, выступающей как кэш L4.

| Модель                    | Маркировка sSpec          | Ядра                      | Тактовая частота          | Turbo                     | Кэш L2                    | Кэш L3                    | Модель GPU                | Частота GPU               | TDP                       | Разъём                    | Шина                      | Дата выпуска              | Партия(и)                      | Цена (USD)                |
| обычное энергопотребление | обычное энергопотребление | обычное энергопотребление | обычное энергопотребление | обычное энергопотребление | обычное энергопотребление | обычное энергопотребление | обычное энергопотребление | обычное энергопотребление | обычное энергопотребление | обычное энергопотребление | обычное энергопотребление | обычное энергопотребление | обычное энергопотребление      | обычное энергопотребление |
| ------------------------- | ------------------------- | ------------------------- | ------------------------- | ------------------------- | ------------------------- | ------------------------- | ------------------------- | ------------------------- | ------------------------- | ------------------------- | ------------------------- | ------------------------- | ------------------------------ | ------------------------- |
| Core i7-5775C             | SR2AG (G0)                | 4                         | 3,3 ГГц                   | 3/3/4/4                   | 4 × 256 КБ                | 6 МБ                      | Iris Pro Graphics 6200    | 300—1150 МГц              | 65 Вт                     | LGA 1150                  | DMI 2.0                   | Июнь 2015                 | CM8065802483301 BX80658I75775C | $366 — $377               |
| Core i7-5775R             | SR2AL (G0)                | 4                         | 3,3 ГГЦ                   | 4/4/5/5                   | 4 × 256 КБ                | 6 МБ                      | Iris Pro Graphics 6200    | 300—1150 МГц              | 65 Вт                     | BGA-1364                  | DMI 2.0                   | Июнь 2015                 | FH8065802483601                | $348                      |

#### «Broadwell-E» (14 нм)
- Все модели поддерживают MMX, SSE, SSE2, SSE3, SSSE3, SSE4.1, SSE4.2, AVX, AVX2, FMA3, F16C, Enhanced Intel SpeedStep Technology (EIST), Intel 64, XD bit (an NX bitimplementation), Intel VT-x, Intel VT-d, Hyper-threading, Turbo Boost 3.0, AES-NI, Smart Cache.
- Поддержка до 8 DIMMS DDR4-2400 оперативной памяти.
- i7-6800K поддерживает 28 линий PCI Express; остальные — 40.

| Модель                    | Маркировка sSpec          | Ядра                      | Тактовая частота          | Turbo                     | Кэш L2                    | Кэш L3                    | TDP                       | Разъём                    | Шина                      | Память                    | Дата выпуска              | Партия(и)                      | Цена (USD)                |
| обычное энергопотребление | обычное энергопотребление | обычное энергопотребление | обычное энергопотребление | обычное энергопотребление | обычное энергопотребление | обычное энергопотребление | обычное энергопотребление | обычное энергопотребление | обычное энергопотребление | обычное энергопотребление | обычное энергопотребление | обычное энергопотребление      | обычное энергопотребление |
| ------------------------- | ------------------------- | ------------------------- | ------------------------- | ------------------------- | ------------------------- | ------------------------- | ------------------------- | ------------------------- | ------------------------- | ------------------------- | ------------------------- | ------------------------------ | ------------------------- |
| Core i7-6800K             | SR2PD                     | 6                         | 3,4 ГГц                   | 3,8 ГГц                   | 6 × 256 КБ                | 15 МБ                     | 140 Вт                    | LGA 2011-3                | DMI 2.0                   | 4 × DDR4-2400             | Май 2016                  | BX80671I76800K BXC80671I76800K | $434 — $441               |
| Core i7-6850K             | SR2PC                     | 6                         | 3,6 ГГц                   | 4 ГГц                     | 6 × 256 КБ                | 15 МБ                     | 140 Вт                    | LGA 2011-3                | DMI 2.0                   | 4 × DDR4-2400             | Май 2016                  | BX80671I76850K BXC80671I76850K | $617 — $628               |
| Core i7-6900K             | SR2PB                     | 8                         | 3,2 ГГц                   | 4 ГГц                     | 8 × 256 КБ                | 20 МБ                     | 140 Вт                    | LGA 2011-3                | DMI 2.0                   | 4 × DDR4-2400             | Май 2016                  | BX80671I76900K BXC80671I76900K | $1089 — $1109             |
| Core i7-6950X             | SR2PA                     | 10                        | 3 ГГц                     | 4 ГГц                     | 10 × 256 КБ               | 25 МБ                     | 140 Вт                    | LGA 2011-3                | DMI 2.0                   | 4 × DDR4-2400             | Май 2016                  | BX80671I76950X BXC80671I76950X | $1723 — $1743             |

### Основанные на микроархитектуре «Skylake» (6-е поколение)

#### «Skylake-S» (14 нм)
- Все модели поддерживают MMX, SSE, SSE2, SSE3, SSSE3, SSE4.1, SSE4.2, AVX, AVX2, FMA3, F16C, (BMI1)(Bit Manipulation Instructions1)+BMI2, Enhanced Intel SpeedStepTechnology (EIST), Intel 64, XD bit (an NX bit implementation), Intel VT-x, Intel VT-d, Hyper-threading, Turbo Boost 2.0, AES-NI, Smart Cache, Intel Insider, Intel SGX, Intel MPX, Intel TSX-NI.
- Встроенные модели также поддерживают: Intel vPro, Intel TXT.

| Модель                               | Маркировка sSpec          | Ядра                      | Тактовая частота          | Turbo                     | Кэш L2                    | Кэш L3                    | Модель GPU                | Частота GPU               | TDP                       | Разъём                    | Шина                      | Дата выпуска              | Партия(и)                                      | Цена (USD)                |
| обычное энергопотребление            | обычное энергопотребление | обычное энергопотребление | обычное энергопотребление | обычное энергопотребление | обычное энергопотребление | обычное энергопотребление | обычное энергопотребление | обычное энергопотребление | обычное энергопотребление | обычное энергопотребление | обычное энергопотребление | обычное энергопотребление | обычное энергопотребление                      | обычное энергопотребление |
| ------------------------------------ | ------------------------- | ------------------------- | ------------------------- | ------------------------- | ------------------------- | ------------------------- | ------------------------- | ------------------------- | ------------------------- | ------------------------- | ------------------------- | ------------------------- | ---------------------------------------------- | ------------------------- |
| Core i7-6700                         | SR2BT (R0) SR2L2 (R0)     | 4                         | 3,4 ГГц                   | 3/4/5/6                   | 4 × 256 КБ                | 8 МБ                      | HD Graphics 530           | 350—1150 МГц              | 65 Вт                     | LGA 1151                  | DMI 3.0                   | Сентябрь 2015             | CM8066201920103 BX80662I76700 BXC80662I76700   | $303 — $312               |
| Core i7-6700K                        | SR2BR (R0) SR2L0 (R0)     | 4                         | 4 ГГц                     | 0/0/0/2                   | 4 × 256 КБ                | 8 МБ                      | HD Graphics 530           | 350—1150 МГц              | 91 Вт                     | LGA 1151                  | DMI 3.0                   | Август 2015               | CM8066201919901 BX80662I76700K BXC80662I76700K | $339 — $350               |
| низкое энергопотребление             |                           |                           |                           |                           |                           |                           |                           |                           |                           |                           |                           |                           |                                                |                           |
| Core i7-6700T                        | SR2BU (R0) SR2L3 (R0)     | 4                         | 2,8 ГГц                   | 6/6/7/8                   | 4 × 256 КБ                | 8 МБ                      | HD Graphcs 530            | 350-1100 МГц              | 35 Вт                     | LGA 1151                  | DMI 3.0                   | Сентябрь 2015             | BXC80662I76700T CM8066201920202                | $303                      |
| низкое энергопотребление, встроенные |                           |                           |                           |                           |                           |                           |                           |                           |                           |                           |                           |                           |                                                |                           |
| Core i7-6700TE                       | SR2LP (R0)                | 4                         | 2,4 ГГц                   | ?/?/?/10                  | 4 × 256 КБ                | 8 МБ                      | HD Graphics 530           | 350-1000 МГц              | 35 Вт                     | LGA 1151                  | DMI 3.0                   | Сентябрь 2015             | CM8066201937801                                | $303                      |

#### «Skylake-H» (14 нм)
- Все модели поддерживают MMX, SSE, SSE2, SSE3, SSSE3, SSE4.1, SSE4.2, AVX, AVX2, FMA3, F16C, (BMI1)(Bit Manipulation Instructions1)+BMI2, Enhanced Intel SpeedStepTechnology (EIST), Intel 64, XD bit (an NX bit implementation), Intel VT-x, Intel VT-d, Hyper-threading, Turbo Boost 2.0, AES-NI, Smart Cache, Intel Insider, Intel SGX, Intel MPX, Intel TSX-NI.

| Модель                    | Маркировка sSpec          | Ядра                      | Тактовая частота          | Turbo                     | Кэш L2                    | Кэш L3                    | Модель GPU                | Частота GPU               | TDP                       | Разъём                    | Шина                      | Дата выпуска              | Партия(и)                       | Цена (USD)                |
| обычное энергопотребление | обычное энергопотребление | обычное энергопотребление | обычное энергопотребление | обычное энергопотребление | обычное энергопотребление | обычное энергопотребление | обычное энергопотребление | обычное энергопотребление | обычное энергопотребление | обычное энергопотребление | обычное энергопотребление | обычное энергопотребление | обычное энергопотребление       | обычное энергопотребление |
| ------------------------- | ------------------------- | ------------------------- | ------------------------- | ------------------------- | ------------------------- | ------------------------- | ------------------------- | ------------------------- | ------------------------- | ------------------------- | ------------------------- | ------------------------- | ------------------------------- | ------------------------- |
| Core i7-6785R             | SR2QQ (N0) SR2U0 (N0)     | 4                         | 3.3 ГГц                   | 2/4/5/6                   | 4 × 256 КБ                | 8 МБ                      | Iris Pro Graphics 580     | 350—1150 МГц              | 65 Вт                     | BGA 1440                  | DMI 3.0                   | Май 2016                  | JQ8066201926802 JQ8066201926803 | $370                      |

#### «Skylake-X» (14 нм)
- Все модели поддерживают MMX, SSE, SSE2, SSE3, SSSE3, SSE4.1, SSE4.2, AVX, AVX2, AVX-512, FMA3, SGX, MPX, Enhanced Intel SpeedStep Technology (EIST), Intel 64, XD bit (an NX bit implementation), Intel VT-x, Intel VT-d, Hyper-threading, Turbo Boost, AES-NI, Intel TSX-NI, Smart Cache.
- Линий PCI Express: 28.

| Модель                    | Маркировка sSpec          | Ядра                      | Тактовая частота          | Turbo                     | Кэш L2                    | Кэш L3                    | TDP                       | Разъём                    | Шина                      | Память                    | Дата выпуска              | Партия(и)                                      | Цена (USD)                |
| обычное энергопотребление | обычное энергопотребление | обычное энергопотребление | обычное энергопотребление | обычное энергопотребление | обычное энергопотребление | обычное энергопотребление | обычное энергопотребление | обычное энергопотребление | обычное энергопотребление | обычное энергопотребление | обычное энергопотребление | обычное энергопотребление                      | обычное энергопотребление |
| ------------------------- | ------------------------- | ------------------------- | ------------------------- | ------------------------- | ------------------------- | ------------------------- | ------------------------- | ------------------------- | ------------------------- | ------------------------- | ------------------------- | ---------------------------------------------- | ------------------------- |
| Core i7-7800X             | SR3L4 (U0)                | 6 (12)                    | 3.5 ГГц                   | 4.0/4.0 ГГц               | 6 × 1024 КБ               | 8.25 МБ                   | 140 Вт                    | LGA 2066                  | DMI 3.0                   | 4 × DDR4-2400             | Июнь 2017                 | BX80673I77800X BXC80673I77800X CD8067303287002 | $389                      |
| Core i7-7820X             | SR3L5 (U0)                | 8 (16)                    | 3.6 ГГц                   | 4.0/4.5 ГГц               | 8 × 1024 КБ               | 11 МБ                     | 140 Вт                    | LGA 2066                  | DMI 3.0                   | 4 × DDR4-2666             | Июнь 2017                 | BX80673I77820X BXC80673I77820X CD8067303611000 | $599                      |

### Основанные на микроархитектуре «Kaby Lake» (7-е поколение)

#### «Kaby Lake» (14 нм)
- Все модели поддерживают MMX, SSE, SSE2, SSE3, SSSE3, SSE4.1, SSE4.2, AVX, AVX2, FMA3, F16C, (BMI1)(Bit Manipulation Instructions1)+BMI2, Enhanced Intel SpeedStepTechnology (EIST), Intel 64, XD bit (an NX bit implementation), Intel VT-x, Intel VT-d, Hyper-threading, Turbo Boost 2.0, AES-NI, Smart Cache, Intel Insider, Intel SGX, Intel MPX, Intel TSX-NI.
- Встроенные модели также поддерживают: Intel vPro, Intel TXT.

| Модель                    | Маркировка sSpec          | Ядра                      | Тактовая частота          | Turbo                     | Кэш L2                    | Кэш L3                    | Модель GPU                | Частота GPU               | TDP                       | Разъём                    | Шина                      | Дата выпуска              | Партия(и)                                      | Цена (USD)                |
| обычное энергопотребление | обычное энергопотребление | обычное энергопотребление | обычное энергопотребление | обычное энергопотребление | обычное энергопотребление | обычное энергопотребление | обычное энергопотребление | обычное энергопотребление | обычное энергопотребление | обычное энергопотребление | обычное энергопотребление | обычное энергопотребление | обычное энергопотребление                      | обычное энергопотребление |
| ------------------------- | ------------------------- | ------------------------- | ------------------------- | ------------------------- | ------------------------- | ------------------------- | ------------------------- | ------------------------- | ------------------------- | ------------------------- | ------------------------- | ------------------------- | ---------------------------------------------- | ------------------------- |
| Core i7-7700              | SR338 (B0)                | 4                         | 3,6 ГГц                   | 4,2ГГц                    | 4 × 256 КБ                | 8 МБ                      | HD Graphics 630           | 350—1150 МГц              | 65 Вт                     | LGA 1151                  | DMI 3.0                   | 3 января 2017             | CM8067702868314 BX80677I77700 BXC80677I77700   | $303                      |
| Core i7-7700K             | SR33A (B0)                | 4                         | 4,2 ГГц                   | 4,5ГГц                    | 4 × 256 КБ                | 8 МБ                      | HD Graphics 630           | 350—1150 МГц              | 91 Вт                     | LGA 1151                  | DMI 3.0                   | 3 января 2017             | CM8067702868535 BX80677I77700K BXC80677I77700K | $339                      |
| низкое энергопотребление  |                           |                           |                           |                           |                           |                           |                           |                           |                           |                           |                           |                           |                                                |                           |
| Core i7-7700T             | SR339 (B0)                | 4                         | 2,9 ГГц                   | 3,8ГГц                    | 4 × 256 КБ                | 8 МБ                      | HD Graphcs 630            | 350-1100 МГц              | 35 Вт                     | LGA 1151                  | DMI 3.0                   | 3 января 2017             | CM8067702868416 BX80677I77700T BXC80677I77700T | $303                      |

## «Мобильные» процессоры

### Основанные на микроархитектуре «Nehalem» (1-е поколение)

#### «Clarksfield» (45 нм)
- Все модели поддерживают MMX, SSE, SSE2, SSE3, SSSE3, SSE4.1, SSE4.2, Enhanced Intel SpeedStep Technology (EIST), Intel 64, XD bit (an NX bit implementation), TXT, Intel VT-x, Intel VT-d, Hyper-threading, Turbo Boost, Smart Cache.
- FSB была заменена на QPI.
- Транзисторов: 774 млн.
- Площадь чипа: 296 мм²
- Стэппинг: B1.

| Модель                    | Маркировка sSpec          | Тактовая частота          | Turbo                     | Ядра                      | Кэш L2                    | Кэш L3                    | Шина                      | Множи- тель               | Память                    | Напря- жение              | TDP                       | Разъём                    | Дата выпуска              | Партия(и)                      | Цена (USD)                |
| обычное энергопотребление | обычное энергопотребление | обычное энергопотребление | обычное энергопотребление | обычное энергопотребление | обычное энергопотребление | обычное энергопотребление | обычное энергопотребление | обычное энергопотребление | обычное энергопотребление | обычное энергопотребление | обычное энергопотребление | обычное энергопотребление | обычное энергопотребление | обычное энергопотребление      | обычное энергопотребление |
| ------------------------- | ------------------------- | ------------------------- | ------------------------- | ------------------------- | ------------------------- | ------------------------- | ------------------------- | ------------------------- | ------------------------- | ------------------------- | ------------------------- | ------------------------- | ------------------------- | ------------------------------ | ------------------------- |
| Core i7-720QM             | SLBLY (B1)                | 1.6 ГГц                   | 1/1/6/9                   | 4                         | 4 × 256 КБ                | 6 МБ                      | DMI                       | 12×                       | 2 × DDR3-1333             | 0.65-1.4 В                | 45 Вт                     | Socket G1                 | Сентябрь 2009             | BY80607002907AH BX80607I7720QM | $380                      |
| Core i7-740QM             | SLBQG (B1)                | 1.73 ГГц                  | 1/1/6/9                   | 4                         | 4 × 256 КБ                | 6 МБ                      | DMI                       | 13×                       | 2 × DDR3-1333             | 0.65-1.4 В                | 45 Вт                     | Socket G1                 | Июнь 2010                 | BY80607005259AA BX80607I7740QM | $380                      |
| Core i7-820QM             | SLBLX (B1)                | 1.73 ГГц                  | 1/1/8/10                  | 4                         | 4 × 256 КБ                | 8 МБ                      | DMI                       | 13×                       | 2 × DDR3-1333             | 0.65-1.4 В                | 45 Вт                     | Socket G1                 | Сентябрь 2009             | BY80607002904AK                | Н/Д                       |
| Core i7-840QM             | SLBMP (B1)                | 1.87 ГГц                  | 1/1/8/10                  | 4                         | 4 × 256 КБ                | 8 МБ                      | DMI                       | 14×                       | 2 × DDR3-1333             | 0.65-1.4 В                | 45 Вт                     | Socket G1                 | Июнь 2010                 | BY80607002901AI BX80607I7840QM | $570                      |
| Core i7-920XM             | SLBLW (B1)                | 2 ГГц                     | 2/2/8/9                   | 4                         | 4 × 256 КБ                | 8 МБ                      | DMI                       | 15×                       | 2 × DDR3-1333             | 0.65-1.4 В                | 55 Вт                     | Socket G1                 | Сентябрь 2009             | BY80607002529A                 | Н/Д                       |
| Core i7-940XM             | SLBSC (B1)                | 2.13 ГГц                  | 2/2/8/9                   | 4                         | 4 × 256 КБ                | 8 МБ                      | DMI                       | 16×                       | 2 × DDR3-1333             | 0.65-1.4 В                | 55 Вт                     | Socket G1                 | Июнь 2010                 | BY80607002526AE                | Н/Д                       |

### Основанные на микроархитектуре «Westmere» (1-е поколение)

#### «Arrandale» (32нм)
- Все модели поддерживают MMX, SSE, SSE2, SSE3, SSSE3, SSE4.1, SSE4.2, Enhanced Intel SpeedStep Technology (EIST), Intel 64, XD bit (an NX bit implementation), TXT, Intel VT-x, Intel VT-d, Hyper-threading, Turbo Boost, Smart Cache.
- FSB была заменена на QPI.
- Содержит 45 нм графический процессор «Ironlake».
- Транзисторов в CPU: 382 млн.
- Площадь чипа CPU: 81 мм²
- Транзисторов в GPU: 177 млн.
- Площадь чипа GPU: 114 мм²
- Степпинг: C2, K0
- CPU — 32 нм, GPU — 45 нм.
- Core i7-620UE, i7-660UE, i7-610E и i7-620LE поддерживают ECC память и раздвоение порта PCI express.

| Модель                                | Маркировка sSpec                                       | Тактовая частота          | Turbo                     | Частота GPU               | Ядра                      | Кэш L2                    | Кэш L3                    | Шина                      | Множи- тель               | Память                    | Напря- жение              | TDP                       | Разъём                    | Дата выпуска              | Партия(и)                                       | Цена (USD)                |
| обычное энергопотребление             | обычное энергопотребление                              | обычное энергопотребление | обычное энергопотребление | обычное энергопотребление | обычное энергопотребление | обычное энергопотребление | обычное энергопотребление | обычное энергопотребление | обычное энергопотребление | обычное энергопотребление | обычное энергопотребление | обычное энергопотребление | обычное энергопотребление | обычное энергопотребление | обычное энергопотребление                       | обычное энергопотребление |
| ------------------------------------- | ------------------------------------------------------ | ------------------------- | ------------------------- | ------------------------- | ------------------------- | ------------------------- | ------------------------- | ------------------------- | ------------------------- | ------------------------- | ------------------------- | ------------------------- | ------------------------- | ------------------------- | ----------------------------------------------- | ------------------------- |
| Core i7-620M                          | SLBPD (C2) SLBTQ (K0) SLBPE (C2) SLBTR (K0) SLBZT (K0) | 2.67 ГГц                  | 3/5                       | 500-766 МГц               | 2                         | 2 × 256 КБ                | 4 МБ                      | DMI                       | 20×                       | 2 × DDR3-1066             | 0.775-1.4 В               | 35 Вт                     | Socket G1 BGA-1288        | Январь 2010               | CP80617003981AH CN80617003981AH CN80617006930AA | $250                      |
| Core i7-640M                          | SLBTN (K0) SLBTP (K0) SLBZU (K0)                       | 2.8 ГГц                   | 3/5                       | 500-766 МГц               | 2                         | 2 × 256 КБ                | 4 МБ                      | DMI                       | 21×                       | 2 × DDR3-1066             | 0.775-1.4 В               | 35 Вт                     | Socket G1 BGA-1288        | Сентябрь 2010             | CP80617004152AE CN80617004152AE CN80617006936AA | Н/Д                       |
| обычное энергопотребление, встроенные |                                                        |                           |                           |                           |                           |                           |                           |                           |                           |                           |                           |                           |                           |                           |                                                 |                           |
| Core i7-610E                          | SLBRZ (C2) SLBXX (K0)                                  | 2.53 ГГц                  | 3/5                       | 500-766 МГц               | 2                         | 2 × 256 КБ                | 4 МБ                      | DMI                       | 19×                       | 2 × DDR3-1066             | 0.775-1.4 В               | 35 Вт                     | BGA-1288                  | Январь 2010               | CN80617005745AB                                 | $232                      |
| низкое энергопотребление              |                                                        |                           |                           |                           |                           |                           |                           |                           |                           |                           |                           |                           |                           |                           |                                                 |                           |
| Core i7-620LM                         | SLBML (C2) SLBSU (K0)                                  | 2 ГГц                     | 4/6                       | 266-566 МГц               | 2                         | 2 × 256 КБ                | 4 МБ                      | DMI                       | 15×                       | 2 × DDR3-1066             | 0.75-1.4 В                | 25 Вт                     | BGA-1288                  | Январь 2010               | CN80617003879AD                                 | Н/Д                       |
| Core i7-640LM                         | SLBMK (C2) SLBSV (K0)                                  | 2.13 ГГц                  | 4/6                       | 266-566 МГц               | 2                         | 2 × 256 КБ                | 4 МБ                      | DMI                       | 16×                       | 2 × DDR3-1066             | 0.75-1.4 В                | 25 Вт                     | BGA-1288                  | Январь 2010               | CN80617003885AE                                 | Н/Д                       |
| Core i7-660LM                         | SLBSW (K0)                                             | 2.27 ГГц                  | 4/6                       | 266-566 МГц               | 2                         | 2 × 256 КБ                | 4 МБ                      | DMI                       | 17×                       | 2 × DDR3-1066             | 0.75-1.4 В                | 25 Вт                     | BGA-1288                  | Сентябрь 2010             | CN80617004857AA                                 | Н/Д                       |
| низкое энергопотребление, встроенные  |                                                        |                           |                           |                           |                           |                           |                           |                           |                           |                           |                           |                           |                           |                           |                                                 |                           |
| Core i7-620LE                         | SLBP9 (C2) SLBXH (K0)                                  | 2 ГГц                     | 4/6                       | 266-566 МГц               | 2                         | 2 × 256 КБ                | 4 МБ                      | DMI                       | 15×                       | 2 × DDR3-1066             | 0.75-1.4 В                | 25 Вт                     | BGA-1288                  | Январь 2010               | CN80617004455AB                                 | $247                      |
| сверхнизкое энергопотребление         |                                                        |                           |                           |                           |                           |                           |                           |                           |                           |                           |                           |                           |                           |                           |                                                 |                           |
| Core i7-620UM                         | SLBMN (C2) SLBSX (K0)                                  | 1.07 ГГц                  | 5/8                       | 166-500 МГц               | 2                         | 2 × 256 КБ                | 4 МБ                      | DMI                       | 8×                        | 2 × DDR3-800              | 0.725-1.4 В               | 18 Вт                     | BGA-1288                  | Январь 2010               | CN80617003882AE                                 | Н/Д                       |
| Core i7-640UM                         | SLBMM (C2) SLBSR (K0)                                  | 1.2 ГГц                   | 5/8                       | 166-500 МГц               | 2                         | 2 × 256 КБ                | 4 МБ                      | DMI                       | 9×                        | 2 × DDR3-800              | 0.725-1.4 В               | 18 Вт                     | BGA-1288                  | Январь 2010               | CN80617003888AD                                 | Н/Д                       |
| Core i7-660UM                         | SLBSS (K0)                                             | 1.33 ГГц                  | 5/8                       | 166-500 МГц               | 2                         | 2 × 256 КБ                | 4 МБ                      | DMI                       | 10×                       | 2 × DDR3-800              | 0.725-1.4 В               | 18 Вт                     | BGA-1288                  | Май 2010                  | CN80617005187AB                                 | Н/Д                       |
| Core i7-680UM                         | SLBST (K0)                                             | 1.47 ГГц                  | 5/8                       | 166-500 МГц               | 2                         | 2 × 256 КБ                | 4 МБ                      | DMI                       | 11×                       | 2 × DDR3-800              | 0.725-1.4 В               | 18 Вт                     | BGA-1288                  | Сентябрь 2010             | CN80617004860AA                                 | Н/Д                       |
| низкое энергопотребление, встроенные  |                                                        |                           |                           |                           |                           |                           |                           |                           |                           |                           |                           |                           |                           |                           |                                                 |                           |
| Core i7-620UE                         | SLBPA (C2) SLBXJ (K0)                                  | 1.07 ГГц                  | 5/8                       | 166-500 МГц               | 2                         | 2 × 256 КБ                | 4 МБ                      | DMI                       | 8×                        | 2 × DDR3-800              | 0.725-1.4 В               | 18 Вт                     | BGA-1288                  | Январь 2010               | CN80617004458AB                                 | $248                      |
| Core i7-660UE                         | SLBWV (K0)                                             | 1.33 ГГц                  | 5/8                       | 166-500 МГц               | 2                         | 2 × 256 КБ                | 4 МБ                      | DMI                       | 10×                       | 2 × DDR3-800              | 0.725-1.4 В               | 18 Вт                     | BGA-1288                  | Август 2010               | CN80617006204AA                                 | $248                      |

### Основанные на микроархитектуре «Sandy Bridge» (2-е поколение)

#### «Sandy Bridge (2 ядра)» (32 нм)
- Все модели поддерживают MMX, SSE, SSE2, SSE3, SSSE3, SSE4.1, SSE4.2, AVX, Enhanced Intel SpeedStep Technology (EIST), Intel 64, XD bit (an NX bit implementation), TXT, Intel VT-x, Intel VT-d, Hyper-Threading, Turbo Boost, AES-NI, Smart Cache.
- Core i7-2620M, Core i7-2640M, Core i7-2637M, и Core i7-2677M поддерживают Intel Insider
- Core i7-2610UE, Core i7-2655LE не поддерживают XD bit(Execute Disable Bit).[4]
- Core i7-2610UE, Core i7-2655LE поддерживают ECC память.
- Транзисторов: 624 млн.
- Площадь чипа: 149 мм²

| Модель                                    | Маркировка sSpec          | Ядра                      | Тактовая частота          | Turbo                     | Кэш L2                    | Кэш L3                    | Модель GPU                | Частота GPU               | TDP                       | Разъём                    | Шина                      | Дата выпуска              | Партия(и)                       | Цена (USD)                |
| обычное энергопотребление                 | обычное энергопотребление | обычное энергопотребление | обычное энергопотребление | обычное энергопотребление | обычное энергопотребление | обычное энергопотребление | обычное энергопотребление | обычное энергопотребление | обычное энергопотребление | обычное энергопотребление | обычное энергопотребление | обычное энергопотребление | обычное энергопотребление       | обычное энергопотребление |
| ----------------------------------------- | ------------------------- | ------------------------- | ------------------------- | ------------------------- | ------------------------- | ------------------------- | ------------------------- | ------------------------- | ------------------------- | ------------------------- | ------------------------- | ------------------------- | ------------------------------- | ------------------------- |
| Core i7-2620M                             | SR03F (J1) SR041 (J1)     | 2                         | 2.7 ГГц                   | 5/7                       | 2 × 256 КБ                | 4 МБ                      | HD Graphics 3000          | 650-1300 МГц              | 35 Вт                     | Socket G2 BGA-1023        | DMI 2.0                   | Февраль 2011              | FF8062700838809 AV8062700839009 | Н/Д                       |
| Core i7-2640M                             | SR03R (J1) SR043 (J1)     | 2                         | 2.8 ГГц                   | 5/7                       | 2 × 256 КБ                | 4 МБ                      | HD Graphics 3000          | 650-1300 МГц              | 35 Вт                     | Socket G2 BGA-1023        | DMI 2.0                   | Сентябрь 2011             | FF8062700838905 AV8062700839107 | Н/Д                       |
| низкое энергопотребление                  |                           |                           |                           |                           |                           |                           |                           |                           |                           |                           |                           |                           |                                 |                           |
| Core i7-2629M                             | SR04D (J1)                | 2                         | 2.1 ГГц                   | 6/9                       | 2 × 256 КБ                | 4 МБ                      | HD Graphics 3000          | 500-1100 МГц              | 25 Вт                     | BGA-1023                  | DMI 2.0                   | Февраль 2011              | AV8062700851111                 | Н/Д                       |
| Core i7-2649M                             | SR04N (J1)                | 2                         | 2.3 ГГц                   | 6/9                       | 2 × 256 КБ                | 4 МБ                      | HD Graphics 3000          | 500-1100 МГц              | 25 Вт                     | BGA-1023                  | DMI 2.0                   | Февраль 2011              | AV8062700850010                 | Н/Д                       |
| низкое энергопотребление, встроенные      |                           |                           |                           |                           |                           |                           |                           |                           |                           |                           |                           |                           |                                 |                           |
| Core i7-2655LE                            | SR078 (D2)                | 2                         | 2.2 ГГц                   | 5/7                       | 2 × 256 КБ                | 4 МБ                      | HD Graphics 3000          | 650-1000 МГц              | 25 Вт                     | BGA-1023                  | DMI 2.0                   | Февраль 2011              | AV8062700849508                 | $312                      |
| сверхнизкое энергопотребление             |                           |                           |                           |                           |                           |                           |                           |                           |                           |                           |                           |                           |                                 |                           |
| Core i7-2617M                             | SR03T (J1)                | 2                         | 1.5 ГГц                   | 8/11                      | 2 × 256 КБ                | 4 МБ                      | HD Graphics 3000          | 350-950 МГц               | 17 Вт                     | BGA-1023                  | DMI 2.0                   | Февраль 2011              | AV8062701040904                 | Н/Д                       |
| Core i7-2637M                             | SR0D3 (J1)                | 2                         | 1.7 ГГц                   | 8/11                      | 2 × 256 КБ                | 4 МБ                      | HD Graphics 3000          | 350-1200 МГц              | 17 Вт                     | BGA-1023                  | DMI 2.0                   | Июнь 2011                 | AV8062701041105                 | Н/Д                       |
| Core i7-2657M                             | SR03S (J1)                | 2                         | 1.6 ГГц                   | 8/11                      | 2 × 256 КБ                | 4 МБ                      | HD Graphics 3000          | 350-1000 МГц              | 17 Вт                     | BGA-1023                  | DMI 2.0                   | Февраль 2011              | AV8062701040804                 | Н/Д                       |
| Core i7-2677M                             | SR0D2 (J1)                | 2                         | 1.8 ГГц                   | 8/11                      | 2 × 256 КБ                | 4 МБ                      | HD Graphics 3000          | 350-1200 МГц              | 17 Вт                     | BGA-1023                  | DMI 2.0                   | Июнь 2011                 | AV8062701041005                 | Н/Д                       |
| сверхнизкое энергопотребление, встроенные |                           |                           |                           |                           |                           |                           |                           |                           |                           |                           |                           |                           |                                 |                           |
| Core i7-2610UE                            | SR079 (D2)                | 2                         | 1.5 ГГц                   | 6/9                       | 2 × 256 КБ                | 4 МБ                      | HD Graphics 3000          | 350-850 МГц               | 17 Вт                     | BGA-1023                  | DMI 2.0                   | Февраль 2011              | AV8062700849607                 | $287                      |

#### «Sandy Bridge (4 ядра)» (32 нм)
- Все модели поддерживают MMX, SSE, SSE2, SSE3, SSSE3, SSE4.1, SSE4.2, AVX, Enhanced Intel SpeedStep Technology (EIST), Intel 64, XD bit (an NX bit implementation), TXT, Intel VT-x, Intel VT-d, Hyper-Threading, Turbo Boost, AES-NI, Smart Cache, Intel Insider.
- Core i7-2630QM, Core i7-2635QM, Core i7-2670QM, Core i7-2675QM не поддерживают TXT и Intel VT-d.[5]
- Core i7-2715QE поддерживает ECC память.
- Core i7-2710QE, Core i7-2715QE не поддерживают Intel Insider и XD bit(Execute Disable Bit).[6]
- Транзисторов: 1,16 млрд.
- Площадь чипа: 216 мм²

| Модель                                | Маркировка sSpec          | Ядра                      | Тактовая частота          | Turbo                     | Кэш L2                    | Кэш L3                    | Модель GPU                | Частота GPU               | TDP                       | Разъём                    | Шина                      | Дата выпуска              | Партия(и)                       | Цена (USD)                |
| обычное энергопотребление             | обычное энергопотребление | обычное энергопотребление | обычное энергопотребление | обычное энергопотребление | обычное энергопотребление | обычное энергопотребление | обычное энергопотребление | обычное энергопотребление | обычное энергопотребление | обычное энергопотребление | обычное энергопотребление | обычное энергопотребление | обычное энергопотребление       | обычное энергопотребление |
| ------------------------------------- | ------------------------- | ------------------------- | ------------------------- | ------------------------- | ------------------------- | ------------------------- | ------------------------- | ------------------------- | ------------------------- | ------------------------- | ------------------------- | ------------------------- | ------------------------------- | ------------------------- |
| Core i7-2630QM                        | SR02Y (D2)                | 4                         | 2 ГГц                     | 6/6/8/9                   | 4 × 256 КБ                | 6 МБ                      | HD Graphics 3000          | 650-1100 МГц              | 45 Вт                     | Socket G2                 | DMI 2.0                   | Январь 2011               | FF8062700837005                 | Н/Д                       |
| Core i7-2635QM                        | SR030 (D2)                | 4                         | 2 ГГц                     | 6/6/8/9                   | 4 × 256 КБ                | 6 МБ                      | HD Graphics 3000          | 650-1200 МГц              | 45 Вт                     | BGA-1224                  | DMI 2.0                   | Январь 2011               | AV8062700837205                 | Н/Д                       |
| Core i7-2670QM                        | SR02N (D2)                | 4                         | 2.2 ГГц                   | 6/6/8/9                   | 4 × 256 КБ                | 6 МБ                      | HD Graphics 3000          | 650-1100 МГц              | 45 Вт                     | Socket G2                 | DMI 2.0                   | Октябрь 2011              | FF8062701065500                 | Н/Д                       |
| Core i7-2675QM                        | SR02S (D2)                | 4                         | 2.2 ГГц                   | 6/6/8/9                   | 4 × 256 КБ                | 6 МБ                      | HD Graphics 3000          | 650-1200 МГц              | 45 Вт                     | BGA-1224                  | DMI 2.0                   | Октябрь 2011              | AV8062701065600                 | Н/Д                       |
| Core i7-2720QM                        | SR014 (D2) SR00W (D2)     | 4                         | 2.2 ГГц                   | 8/8/10/11                 | 4 × 256 КБ                | 6 МБ                      | HD Graphics 3000          | 650-1300 МГц              | 45 Вт                     | Socket G2 BGA-1224        | DMI 2.0                   | Январь 2011               | FF8062700835817 AV8062700836011 | Н/Д                       |
| Core i7-2760QM                        | SR02W (D2) SR02R (D2)     | 4                         | 2.4 ГГц                   | 8/8/10/11                 | 4 × 256 КБ                | 6 МБ                      | HD Graphics 3000          | 650-1300 МГц              | 45 Вт                     | Socket G2 BGA-1224        | DMI 2.0                   | Сентябрь 2011             | FF8062701065300 AV8062701065400 | $378                      |
| Core i7-2820QM                        | SR012 (D2) SR00U (D2)     | 4                         | 2.3 ГГц                   | 8/8/10/11                 | 4 × 256 КБ                | 8 МБ                      | HD Graphics 3000          | 650-1300 МГц              | 45 Вт                     | Socket G2 BGA-1224        | DMI 2.0                   | Январь 2011               | FF8062700834709 AV8062700834912 | $570                      |
| Core i7-2860QM                        | SR02X (D2) SR02Q (D2)     | 4                         | 2.5 ГГц                   | 8/8/10/11                 | 4 × 256 КБ                | 8 МБ                      | HD Graphics 3000          | 650-1300 МГц              | 45 Вт                     | Socket G2 BGA-1224        | DMI 2.0                   | Сентябрь 2011             | FF8062701065100 AV8062701065200 | $568                      |
| Core i7-2920XM                        | SR02E (D2)                | 4                         | 2.5 ГГц                   | 7/7/9/10                  | 4 × 256 КБ                | 8 МБ                      | HD Graphics 3000          | 650-1300 МГц              | 55 Вт                     | Socket G2                 | DMI 2.0                   | Январь 2011               | FF8062700834406                 | Н/Д                       |
| Core i7-2960XM                        | SR02F (D2)                | 4                         | 2.7 ГГц                   | 7/7/9/10                  | 4 × 256 КБ                | 8 МБ                      | HD Graphics 3000          | 650-1300 МГц              | 55 Вт                     | Socket G2                 | DMI 2.0                   | Сентябрь 2011             | FF8062700834603                 | Н/Д                       |
| обычное энергопотребление, встроенные |                           |                           |                           |                           |                           |                           |                           |                           |                           |                           |                           |                           |                                 |                           |
| Core i7-2710QE                        | SR02T (D2)                | 4                         | 2.1 ГГц                   | 6/6/8/9                   | 4 × 256 КБ                | 6 МБ                      | HD Graphics 3000          | 650-1200 МГц              | 45 Вт                     | Socket G2                 | DMI 2.0                   | Январь 2011               | FF8062700841002                 | $308                      |
| Core i7-2715QE                        | SR076 (D2)                | 4                         | 2.1 ГГц                   | 6/6/8/9                   | 4 × 256 КБ                | 6 МБ                      | HD Graphics 3000          | 650-1200 МГц              | 45 Вт                     | BGA-1023                  | DMI 2.0                   | Январь 2011               | AV8062700843908                 | $308                      |

### Основанные на микроархитектуре «Ivy Bridge» (3-е поколение)

#### «Ivy Bridge (2 ядра)» (22 нм)
- Все модели поддерживают MMX, SSE, SSE2, SSE3, SSSE3, SSE4.1, SSE4.2, AVX, Enhanced Intel SpeedStep Technology (EIST), Intel 64, XD bit (an NX bit implementation), TXT, Intel VT-x, Intel VT-d, Hyper-Threading, Turbo Boost, AES-NI, Smart Cache, Intel Insider.
- Core i7-3517U, i7-3537U не поддерживают Intel TXT.
- Core i7-3555LE и Core i7-3517UE не поддерживают Intel Insider.

| Модель                                    | Маркировка sSpec          | Ядра                      | Тактовая частота          | Turbo                     | Кэш L2                    | Кэш L3                    | Модель GPU                | Частота GPU               | TDP                       | Разъём                    | Шина                      | Дата выпуска              | Партия(и)                       | Цена (USD)                |
| обычное энергопотребление                 | обычное энергопотребление | обычное энергопотребление | обычное энергопотребление | обычное энергопотребление | обычное энергопотребление | обычное энергопотребление | обычное энергопотребление | обычное энергопотребление | обычное энергопотребление | обычное энергопотребление | обычное энергопотребление | обычное энергопотребление | обычное энергопотребление       | обычное энергопотребление |
| ----------------------------------------- | ------------------------- | ------------------------- | ------------------------- | ------------------------- | ------------------------- | ------------------------- | ------------------------- | ------------------------- | ------------------------- | ------------------------- | ------------------------- | ------------------------- | ------------------------------- | ------------------------- |
| Core i7-3520M                             | SR0MT (L1) SR0MU (L1)     | 2                         | 2.9 ГГц                   | 5/7                       | 2 × 256 КБ                | 4 МБ                      | HD Graphics 4000          | 650-1250 МГц              | 35 Вт                     | Socket G2 BGA-1023        | DMI 2.0                   | Июнь 2012                 | AW8063801028703 AV8063801028803 | $346                      |
| Core i7-3540M                             | SR0X6 (L1) SR0X8 (L1)     | 2                         | 3 ГГц                     | 5/7                       | 2 × 256 KБ                | 4 МБ                      | HD Graphics 4000          | 650-1300 МГц              | 35 Вт                     | Socket G2 BGA-1023        | DMI 2.0                   | Январь 2013               | AW8063801108900 AV8063801109800 | $346                      |
| низкое энергопотребление, встроенные      |                           |                           |                           |                           |                           |                           |                           |                           |                           |                           |                           |                           |                                 |                           |
| Core i7-3555LE                            | SR0R5 (L1) SR0T5 (L1)     | 2                         | 2.5 ГГц                   | 5/7                       | 2 × 256 KБ                | 4 МБ                      | HD Graphics 4000          | 550-1000 МГц              | 25 Вт                     | BGA-1023                  | DMI 2.0                   | Июнь 2012                 | AV8063801116902 AV8063801116903 | $316                      |
| сверхнизкое энергопотребление             |                           |                           |                           |                           |                           |                           |                           |                           |                           |                           |                           |                           |                                 |                           |
| Core i7-3517U                             | SR0N6 (L1)                | 2                         | 1.9 ГГц                   | 9/11                      | 2 × 256 KБ                | 4 МБ                      | HD Graphics 4000          | 350—1150 МГц              | 17 Вт                     | BGA-1023                  | DMI 2.0                   | Июнь 2012                 | AV8063801057605                 | Н/Д                       |
| Core i7-3537U                             | SR0XG (L1)                | 2                         | 2 ГГц                     | 9/11                      | 2 × 256 KБ                | 4 МБ                      | HD Graphics 4000          | 350-1200 МГц              | 17 Вт                     | BGA-1023                  | DMI 2.0                   | Январь 2013               | AV8063801119700                 | $346                      |
| Core i7-3667U                             | SR0N5 (L1)                | 2                         | 2 ГГц                     | 10/12                     | 2 × 256 KБ                | 4 MB                      | HD Graphics 4000          | 350—1150 МГц              | 17 Вт                     | BGA-1023                  | DMI 2.0                   | Июнь 2012                 | AV8063801057405                 | $346                      |
| Core i7-3687U                             | SR0XH (L1)                | 2                         | 2.1 ГГц                   | 10/12                     | 2 × 256 KБ                | 4 МБ                      | HD Graphics 4000          | 350-1200 МГц              | 17 Вт                     | BGA-1023                  | DMI 2.0                   | Январь 2013               | AV8063801119903                 | $346                      |
| Core i7-3689Y                             | SR12R (L1)                | 2                         | 1.5 ГГц                   | 9/11                      | 2 × 256 KБ                | 4 MB                      | HD Graphics 4000          | 350-850 МГц               | 17 Вт                     | BGA-1023                  | DMI 2.0                   | Январь 2013               | AV8063801378203                 | Н/Д                       |
| сверхнизкое энергопотребление, встроенные |                           |                           |                           |                           |                           |                           |                           |                           |                           |                           |                           |                           |                                 |                           |
| Core i7-3517UE                            | SR0R2 (L1) SR0T6 (L1)     | 2                         | 1.7 ГГц                   | 9/11                      | 2 × 256 KБ                | 4 MB                      | HD Graphics 4000          | 350-1000 МГц              | 17 Вт                     | BGA-1023                  | DMI 2.0                   | Июнь 2012                 | AV8063801149401 AV8063801149402 | $289                      |

#### «Ivy Bridge (4 ядра)» (22 нм)
- Все модели поддерживают MMX, SSE, SSE2, SSE3, SSSE3, SSE4.1, SSE4.2, AVX, Enhanced Intel SpeedStep Technology (EIST), Intel 64, XD bit (an NX bit implementation), TXT, Intel VT-x, Intel VT-d, Hyper-Threading, Turbo Boost, AES-NI, Smart Cache, Intel Insider.
- Core i7-3610QM, Core i7-3612QM и Core i7-3630QM (Socket G2) не поддерживают Intel VT-d.
- Core i7-3610QE, Core i7-3615QE и Core i7-3612QE не поддерживают Intel Insider.
- Транзисторов: 1.4 млрд.
- Площадь чипа: 160 мм²

| Модель                                | Маркировка sSpec          | Ядра                      | Тактовая частота          | Turbo                     | Кэш L2                    | Кэш L3                    | Модель GPU                | Частота GPU               | TDP                       | Разъём                    | Шина                      | Дата выпуска              | Партия(и)                                       | Цена (USD)                |
| обычное энергопотребление             | обычное энергопотребление | обычное энергопотребление | обычное энергопотребление | обычное энергопотребление | обычное энергопотребление | обычное энергопотребление | обычное энергопотребление | обычное энергопотребление | обычное энергопотребление | обычное энергопотребление | обычное энергопотребление | обычное энергопотребление | обычное энергопотребление                       | обычное энергопотребление |
| ------------------------------------- | ------------------------- | ------------------------- | ------------------------- | ------------------------- | ------------------------- | ------------------------- | ------------------------- | ------------------------- | ------------------------- | ------------------------- | ------------------------- | ------------------------- | ----------------------------------------------- | ------------------------- |
| Core i7-3610QM                        | SR0MN (E1)                | 4                         | 2.3 ГГц                   | 8/8/9/10                  | 4 × 256 КБ                | 6 МБ                      | HD Graphics 4000          | 650-1100 МГц              | 45 Вт                     | Socket G2                 | DMI 2.0                   | Апрель 2012               | AW8063801013511                                 | $378                      |
| Core i7-3615QM                        | SR0MP (E1)                | 4                         | 2.3 ГГц                   | 8/8/9/10                  | 4 × 256 KБ                | 6 MБ                      | HD Graphics 4000          | 650-1200 МГц              | 45 Вт                     | BGA-1224                  | DMI 2.0                   | Апрель 2012               | AV8063801013612                                 | $378                      |
| Core i7-3630QM                        | SR0UX (E1)                | 4                         | 2.4 ГГц                   | 8/8/9/10                  | 4 × 256 KБ                | 6 MБ                      | HD Graphics 4000          | 650—1150 МГц              | 45 Вт                     | Socket G2                 | DMI 2.0                   | Сентябрь 2012             | AW8063801106200                                 | $378                      |
| Core i7-3635QM                        | SR0UY (E1)                | 4                         | 2.4 ГГц                   | 8/8/9/10                  | 4 × 256 KБ                | 6 MБ                      | HD Graphics 4000          | 650-1200 МГц              | 45 Вт                     | BGA-1224                  | DMI 2.0                   | Сентябрь 2012             | AV8063801106500                                 | Н/Д                       |
| Core i7-3720QM                        | SR0ML (E1) SR0MM (E1)     | 4                         | 2.6 ГГц                   | 8/8/9/10                  | 4 × 256 KБ                | 6 MБ                      | HD Graphics 4000          | 650-1250 МГц              | 45 Вт                     | Socket G2 BGA-1224        | DMI 2.0                   | Апрель 2012               | AW8063801013116 AV8063801013210                 | $378                      |
| Core i7-3740QM                        | SR0UV (E1) SR0UW (E1)     | 4                         | 2.7 ГГц                   | 8/8/9/10                  | 4 × 256 KБ                | 6 MБ                      | HD Graphics 4000          | 650-1300 МГц              | 45 Вт                     | Socket G2 BGA-1224        | DMI 2.0                   | Сентябрь 2012             | AW8063801105000 BX80638I73740QM AV8063801105300 | $378 — $380               |
| Core i7-3820QM                        | SR0MJ (E1) SR0MK (E1)     | 4                         | 2.7 ГГц                   | 8/8/9/10                  | 4 × 256 KБ                | 8 МБ                      | HD Graphics 4000          | 650-1250 МГц              | 45 Вт                     | Socket G2 BGA-1224        | DMI 2.0                   | Апрель 2012               | AW8063801012708 AV8063801012807                 | $568                      |
| Core i7-3840QM                        | SR0UT (E1) SR0UU (E1)     | 4                         | 2.8 ГГц                   | 8/8/9/10                  | 4 × 256 KБ                | 8 МБ                      | HD Graphics 4000          | 650-1300 МГц              | 45 Вт                     | Socket G2 BGA-1224        | DMI 2.0                   | Сентябрь 2012             | AW8063801103800 BX80638I73840QM AV8063801104100 | $568                      |
| Core i7-3920XM                        | SR0MH (E1) SR0T2 (E1)     | 4                         | 2.9 ГГц                   | 7/7/8/9                   | 4 × 256 KБ                | 8 МБ                      | HD Graphics 4000          | 650-1300 МГц              | 55 Вт                     | Socket G2                 | DMI 2.0                   | Апрель 2012               | AW8063801009606 AW8063801009607                 | $1096                     |
| Core i7-3940XM                        | SR0US (E1)                | 4                         | 3 ГГц                     | 7/7/8/9                   | 4 × 256 KБ                | 8 МБ                      | HD Graphics 4000          | 650-1350 MHz              | 55 Вт                     | Socket G2                 | DMI 2.0                   | Сентябрь 2012             | AW8063801103501                                 | $1096                     |
| обычное энергопотребление, встроенные |                           |                           |                           |                           |                           |                           |                           |                           |                           |                           |                           |                           |                                                 |                           |
| Core i7-3610QE                        | SR0NP (E1)                | 4                         | 2.3 ГГц                   | 8/8/9/10                  | 4 × 256 KБ                | 6 MБ                      | HD Graphics 4000          | 650-1000 МГц              | 45 Вт                     | Socket G2                 | DMI 2.0                   | Апрель 2012               | AW8063801118306                                 | $345                      |
| Core i7-3615QE                        | SR0NC (E1)                | 4                         | 2.3 ГГц                   | 8/8/9/10                  | 4 × 256 KБ                | 6 MБ                      | HD Graphics 4000          | 650-1000 МГц              | 45 Вт                     | BGA-1023                  | DMI 2.0                   | Апрель 2012               | AV8063801117503                                 | $345                      |
| низкое энергопотребление              |                           |                           |                           |                           |                           |                           |                           |                           |                           |                           |                           |                           |                                                 |                           |
| Core i7-3612QM                        | SR0MQ (E1) SR0MR (E1)     | 4                         | 2.1 ГГц                   | 7/7/9/10                  | 4 × 256 KБ                | 6 MБ                      | HD Graphics 4000          | 650-1100 МГц              | 35 Вт                     | Socket G2 BGA-1224        | DMI 2.0                   | Апрель 2012               | AV8063801130504 AV8063801130704                 | $378                      |
| Core i7-3632QM                        | SR0V0 (E1) SR0UZ (E1)     | 4                         | 2.2 ГГц                   | 7/7/9/10                  | 4 × 256 KБ                | 6 MБ                      | HD Graphics 4000          | 650—1150 МГц              | 35 Вт                     | Socket G2 BGA-1224        | DMI 2.0                   | Октябрь 2012              | AW8063801152800 AV8063801152700                 | $378                      |
| низкое энергопотребление, встроенные  |                           |                           |                           |                           |                           |                           |                           |                           |                           |                           |                           |                           |                                                 |                           |
| Core i7-3612QE                        | SR0ND (E1)                | 4                         | 2.1 ГГц                   | 7/7/9/10                  | 4 × 256 KБ                | 6 MБ                      | HD Graphics 4000          | 650-1000 МГц              | 35 Вт                     | BGA-1023                  | DMI 2.0                   | Апрель 2012               | AV8063801149203                                 | $375                      |

### Основанные на микроархитектуре «Haswell» (4-е поколение)

#### «Haswell-MB» (2 ядра, 22 нм)
- Все модели поддерживают: MMX, SSE, SSE2, SSE3, SSSE3, SSE4.1, SSE4.2, AVX, AVX2, FMA3, Enhanced Intel SpeedStep Technology (EIST), Intel 64, XD bit (an NX bitimplementation), Intel TXT, Intel VT-x, Intel VT-d, Hyper-threading, Turbo Boost, AES-NI, Intel vPro, Intel TSX-NI, Smart Cache.
- Транзисторов: 1.3 млрд.
- Площадь чипа: 181 мм²

| Модель                    | Маркировка sSpec          | Ядра                      | Тактовая частота          | Turbo                     | Кэш L2                    | Кэш L3                    | Модель GPU                | Частота GPU               | TDP                       | Разъём                    | Шина                      | Дата выпуска              | Партия(и)                 | Цена (USD)                |
| обычное энергопотребление | обычное энергопотребление | обычное энергопотребление | обычное энергопотребление | обычное энергопотребление | обычное энергопотребление | обычное энергопотребление | обычное энергопотребление | обычное энергопотребление | обычное энергопотребление | обычное энергопотребление | обычное энергопотребление | обычное энергопотребление | обычное энергопотребление | обычное энергопотребление |
| ------------------------- | ------------------------- | ------------------------- | ------------------------- | ------------------------- | ------------------------- | ------------------------- | ------------------------- | ------------------------- | ------------------------- | ------------------------- | ------------------------- | ------------------------- | ------------------------- | ------------------------- |
| Core i7-4600M             | SR1H7 (C0)                | 2                         | 2.9 ГГц                   | 5/7                       | 2 × 256 КБ                | 4 МБ                      | HD Graphics 4600          | 400-1300 МГц              | 37 Вт                     | Socket G3                 | DMI 2.0                   | Сентябрь 2013             | CW8064701486306           | $346                      |
| Core i7-4610M             | SR1KY (C0)                | 2                         | 3 ГГц                     | 5/7                       | 2 × 256 КБ                | 4 МБ                      | HD Graphics 4600          | 400-1300 МГц              | 37 Вт                     | Socket G3                 | DMI 2.0                   | Февраль 2014              | CW8064701486301           | Н/Д                       |

#### «Haswell-ULT» (SiP, 2 ядра, 22 нм)
- Все модели поддерживают: MMX, SSE, SSE2, SSE3, SSSE3, SSE4.1, SSE4.2, AVX, AVX2, FMA3, Enhanced Intel SpeedStep Technology (EIST), Intel 64, XD bit (an NX bitimplementation), Intel VT-x, Hyper-threading, Turbo Boost, AES-NI, Smart Cache.
- Core i7-4550U и лучше также поддерживают Intel VT-d.
- Core i7-4600U и i7-4650U поддерживают Intel vPro and Intel TXT.
- Транзисторов: 1.3 млрд.
- Площадь чипа: 181 мм²

| Модель                    | Маркировка sSpec          | Ядра                      | Тактовая частота          | Turbo                     | Кэш L2                    | Кэш L3                    | Модель GPU                | Частота GPU               | TDP                       | Разъём                    | Шина                      | Дата выпуска              | Партия(и)                 | Цена (USD)                |
| обычное энергопотребление | обычное энергопотребление | обычное энергопотребление | обычное энергопотребление | обычное энергопотребление | обычное энергопотребление | обычное энергопотребление | обычное энергопотребление | обычное энергопотребление | обычное энергопотребление | обычное энергопотребление | обычное энергопотребление | обычное энергопотребление | обычное энергопотребление | обычное энергопотребление |
| ------------------------- | ------------------------- | ------------------------- | ------------------------- | ------------------------- | ------------------------- | ------------------------- | ------------------------- | ------------------------- | ------------------------- | ------------------------- | ------------------------- | ------------------------- | ------------------------- | ------------------------- |
| Core i7-4558U             | SR188 (C0)                | 2                         | 2.8 ГГц                   | 3/5                       | 2 × 256 КБ                | 4 МБ                      | Iris Graphics 5100        | 200-1200 МГц              | 28 Вт                     | BGA-1168                  | DMI 2.0                   | Июнь 2013                 | CL8064701481303           | $426                      |
| Core i7-4578U             | SR1ZT (C0)                | 2                         | 3 ГГц                     | 3/5                       | 2 × 256 КБ                | 4 МБ                      | Iris Graphics 5100        | 200-1200 МГц              | 28 Вт                     | BGA-1168                  | DMI 2.0                   | Июль 2014                 | CL8064701954600           | $426                      |
| низкое энергопотребление  |                           |                           |                           |                           |                           |                           |                           |                           |                           |                           |                           |                           |                           |                           |
| Core i7-4500U             | SR16Z (C0)                | 2                         | 1.8 ГГц                   | 9/12                      | 2 × 256 КБ                | 4 МБ                      | HD Graphics 4400          | 200-1100 МГц              | 15 Вт                     | BGA-1168                  | DMI 2.0                   | Июнь 2013                 | CL8064701477202           | $393                      |
| Core i7-4510U             | SR1EB (D0)                | 2                         | 2 ГГц                     | 8/11                      | 2 × 256 КБ                | 4 МБ                      | HD Graphics 4400          | 200-1100 МГц              | 15 Вт                     | BGA-1168                  | DMI 2.0                   | Апрель 2014               | CL8064701477301           | $393                      |
| Core i7-4550U             | SR16J (C0)                | 2                         | 1.5 ГГц                   | 12/15                     | 2 × 256 КБ                | 4 МБ                      | HD Graphics 5000          | 200-1100 МГц              | 15 Вт                     | BGA-1168                  | DMI 2.0                   | Июнь 2013                 | CL8064701462901           | $426                      |
| Core i7-4600U             | SR1EA (D0)                | 2                         | 2.1 ГГц                   | 9/12                      | 2 × 256 КБ                | 4 МБ                      | HD Graphics 4400          | 200-1100 МГц              | 15 Вт                     | BGA-1168                  | DMI 2.0                   | Сентябрь 2013             | CL8064701477000           | $393                      |
| Core i7-4650U             | SR16H (C0)                | 2                         | 1.7 ГГц                   | 12/16                     | 2 × 256 КБ                | 4 МБ                      | HD Graphics 5000          | 200-1100 МГц              | 15 Вт                     | BGA-1168                  | DMI 2.0                   | Июнь 2013                 | CL8064701462800           | $426                      |

#### «Haswell-ULX» (SiP, 2 ядра, 22 нм)
- Все модели поддерживают: MMX, SSE, SSE2, SSE3, SSSE3, SSE4.1, SSE4.2, AVX, AVX 2, FMA3, Enhanced Intel SpeedStep Technology (EIST), Intel 64, XD bit (an NX bitimplementation), Intel VT-x, Hyper-threading, Turbo Boost, AES-NI, Smart Cache, Intel VT-d, Intel vPro, Intel TXT, and Intel TSX-NI
- Транзисторов: 1.3 млрд.
- Площадь чипа: 181 мм²

| Модель                    | Маркировка sSpec          | Ядра                      | Тактовая частота          | Turbo                     | Кэш L2                    | Кэш L3                    | Модель GPU                | Частота GPU               | TDP                       | Разъём                    | Шина                      | Дата выпуска              | Партия(и)                 | Цена (USD)                |
| обычное энергопотребление | обычное энергопотребление | обычное энергопотребление | обычное энергопотребление | обычное энергопотребление | обычное энергопотребление | обычное энергопотребление | обычное энергопотребление | обычное энергопотребление | обычное энергопотребление | обычное энергопотребление | обычное энергопотребление | обычное энергопотребление | обычное энергопотребление | обычное энергопотребление |
| ------------------------- | ------------------------- | ------------------------- | ------------------------- | ------------------------- | ------------------------- | ------------------------- | ------------------------- | ------------------------- | ------------------------- | ------------------------- | ------------------------- | ------------------------- | ------------------------- | ------------------------- |
| Core i7-4610Y             | SR18D (D0)                | 2                         | 1.7 ГГц                   | 9/12                      | 2 × 256 КБ                | 4 МБ                      | HD Graphics 4200          | 200-850 МГц               | 11.5 Вт                   | BGA-1168                  | DMI 2.0                   | Сентябрь 2013             | CL8064701512303           | $393                      |

#### «Haswell-MB» (4 ядра, 22 нм)
- Все модели поддерживают: MMX, SSE, SSE2, SSE3, SSSE3, SSE4.1, SSE4.2, AVX, F16C, AVX2, FMA3, Enhanced Intel SpeedStep Technology (EIST), Intel 64, XD bit (an NX bit implementation), Intel VT-x, Hyper-threading, Turbo Boost, AES-NI, Smart Cache, Intel Insider.
- Core i7-48xxMQ, i7-49xxMQ, и все MX модели также поддерживают Intel TXT, Intel VT-d, и vPro.
- Транзисторов: 1.4 млрд.
- Площадь чипа: 177 мм²

| Модель                    | Маркировка sSpec          | Ядра                      | Тактовая частота          | Turbo                     | Кэш L2                    | Кэш L3                    | Модель GPU                | Частота GPU               | TDP                       | Разъём                    | Шина                      | Дата выпуска              | Партия(и)                       | Цена (USD)                |
| обычное энергопотребление | обычное энергопотребление | обычное энергопотребление | обычное энергопотребление | обычное энергопотребление | обычное энергопотребление | обычное энергопотребление | обычное энергопотребление | обычное энергопотребление | обычное энергопотребление | обычное энергопотребление | обычное энергопотребление | обычное энергопотребление | обычное энергопотребление       | обычное энергопотребление |
| ------------------------- | ------------------------- | ------------------------- | ------------------------- | ------------------------- | ------------------------- | ------------------------- | ------------------------- | ------------------------- | ------------------------- | ------------------------- | ------------------------- | ------------------------- | ------------------------------- | ------------------------- |
| Core i7-4700MQ            | SR15H (C0)                | 4                         | 2.4 ГГц                   | 8/8/9/10                  | 4 × 256 КБ                | 6 МБ                      | HD Graphics 4600          | 400—1150 МГц              | 47 Вт                     | Socket G3                 | DMI 2.0                   | Июнь 2013                 | CW8064701470702                 | $378                      |
| Core i7-4702MQ            | SR15J (C0)                | 4                         | 2.2 ГГц                   | 7/7/9/10                  | 4 × 256 КБ                | 6 МБ                      | HD Graphics 4600          | 400—1150 МГц              | 37 Вт                     | Socket G3                 | DMI 2.0                   | Июнь 2013                 | CW8064701470802                 | $378                      |
| Core i7-4710MQ            | SR1PQ (C0)                | 4                         | 2.5 ГГц                   | 8/8/9/10                  | 4 × 256 КБ                | 6 МБ                      | HD Graphics 4600          | 400—1150 МГц              | 47 Вт                     | Socket G3                 | DMI 2.0                   | Апрель 2014               | CW8064701473404                 | $378                      |
| Core i7-4712MQ            | SR1PS (C0)                | 4                         | 2.3 ГГц                   | 7/7/9/10                  | 4 × 256 КБ                | 6 МБ                      | HD Graphics 4600          | 400—1150 МГц              | 37 Вт                     | Socket G3                 | DMI 2.0                   | Апрель 2014               | CW8064701473804                 | $378                      |
| Core i7-4800MQ            | SR15L (C0)                | 4                         | 2.7 ГГц                   | 8/8/9/10                  | 4 × 256 КБ                | 6 МБ                      | HD Graphics 4600          | 400-1300 МГц              | 47 Вт                     | Socket G3                 | DMI 2.0                   | Июнь 2013                 | CW8064701471001 BX80647I74800MQ | $378 — $380               |
| Core i7-4810MQ            | SR1PV (C0)                | 4                         | 2.8 ГГц                   | 8/8/9/10                  | 4 × 256 КБ                | 6 МБ                      | HD Graphics 4600          | 400-1300 МГц              | 47 Вт                     | Socket G3                 | DMI 2.0                   | Февраль 2014              | CW8064701474405 BX80647I74810MQ | $378                      |
| Core i7-4900MQ            | SR15K (C0)                | 4                         | 2.8 ГГц                   | 8/8/9/10                  | 4 × 256 КБ                | 8 МБ                      | HD Graphics 4600          | 400-1300 МГц              | 47 Вт                     | Socket G3                 | DMI 2.0                   | Июнь 2013                 | CW8064701470901 BX80647I74900MQ | $568 — $570               |
| Core i7-4910MQ            | SR1PT (C0)                | 4                         | 2.9 ГГц                   | 8/8/9/10                  | 4 × 256 КБ                | 8 МБ                      | HD Graphics 4600          | 400-1300 МГц              | 47 Вт                     | Socket G3                 | DMI 2.0                   | Февраль 2014              | CW8064701474105 BX80647I74910MQ | $568 — $570               |
| Core i7-4930MX            | SR15M (C0)                | 4                         | 3 ГГц                     | 7/7/8/9                   | 4 × 256 КБ                | 8 МБ                      | HD Graphics 4600          | 400-1350 МГц              | 57 Вт                     | Socket G3                 | DMI 2.0                   | Июнь 2013                 | CW8064701471101                 | $1096                     |
| Core i7-4940MX            | SR1PP (C0)                | 4                         | 3.1 ГГц                   | 7/7/8/9                   | 4 × 256 КБ                | 8 МБ                      | HD Graphics 4600          | 400-1350 МГц              | 57 Вт                     | Socket G3                 | DMI 2.0                   | Февраль 2014              | CW8064701474604                 | Н/Д                       |

#### «Haswell-H» (MCP, 4 ядра, 22 нм)
- Все модели поддерживают: MMX, SSE, SSE2, SSE3, SSSE3, SSE4.1, SSE4.2, AVX, AVX2, FMA3, F16C, Enhanced Intel SpeedStep Technology (EIST), Intel 64, XD bit (an NX bit implementation), Intel VT-x, Intel VT-d, Intel TXT, Hyper-threading, Turbo Boost, AES-NI, Smart Cache, Intel Insider.
- Core i7-48xxHQ, i7-49xxHQ, и все EQ модели также поддерживают Intel vPro and Intel TSX-NI.
- Модели с Iris Pro Graphics 5200 содержат «Crystalwell»: 128 МиБ eDRAM, которая построена на 22 нм техпроцессе и используется как кеш L4.
- EQ модели поддерживают ECC память.
- Площадь чипа: 264 мм² + 84 мм²

| Модель                                | Маркировка sSpec          | Ядра                      | Тактовая частота          | Turbo                     | Кэш L2                    | Кэш L3                    | Модель GPU                | Частота GPU               | TDP                       | Разъём                    | Шина                      | Дата выпуска              | Партия(и)                 | Цена (USD)                |
| обычное энергопотребление             | обычное энергопотребление | обычное энергопотребление | обычное энергопотребление | обычное энергопотребление | обычное энергопотребление | обычное энергопотребление | обычное энергопотребление | обычное энергопотребление | обычное энергопотребление | обычное энергопотребление | обычное энергопотребление | обычное энергопотребление | обычное энергопотребление | обычное энергопотребление |
| ------------------------------------- | ------------------------- | ------------------------- | ------------------------- | ------------------------- | ------------------------- | ------------------------- | ------------------------- | ------------------------- | ------------------------- | ------------------------- | ------------------------- | ------------------------- | ------------------------- | ------------------------- |
| Core i7-4700HQ                        | SR15E (C0)                | 4                         | 2.4 ГГц                   | 8/8/9/10                  | 4 × 256 КБ                | 6 МБ                      | HD Graphics 4600          | 400-1200 МГц              | 47 Вт                     | BGA-1364                  | DMI 2.0                   | Июнь 2013                 | CL8064701470302           | $378                      |
| Core i7-4702HQ                        | SR15F (C0)                | 4                         | 2.2 ГГц                   | 7/7/9/10                  | 4 × 256 КБ                | 6 МБ                      | HD Graphics 4600          | 400—1150 МГц              | 37 Вт                     | BGA-1364                  | DMI 2.0                   | Июнь 2013                 | CL8064701470403           | $378                      |
| Core i7-4710HQ                        | SR1PX (C0)                | 4                         | 2.5 ГГц                   | 8/8/9/10                  | 4 × 256 КБ                | 6 МБ                      | HD Graphics 4600          | 400-1200 МГц              | 47 Вт                     | BGA-1364                  | DMI 2.0                   | Апрель 2014               | CL8064701472304           | $378                      |
| Core i7-4712HQ                        | SR1PZ (C0)                | 4                         | 2.3 ГГц                   | 7/7/9/10                  | 4 × 256 КБ                | 6 МБ                      | HD Graphics 4600          | 400—1150 МГц              | 37 Вт                     | BGA-1364                  | DMI 2.0                   | Апрель 2014               | CL8064701472704           | $378                      |
| Core i7-4720HQ                        | SR1Q8 (C0)                | 4                         | 2.6 ГГц                   | 8/8/9/10                  | 4 × 256 КБ                | 6 МБ                      | HD Graphics 4600          | 400-1200 МГц              | 47 Вт                     | BGA-1364                  | DMI 2.0                   | Январь 2015               | CL8064701472207           | $378                      |
| Core i7-4722HQ                        | SR1PY (C0)                | 4                         | 2.4 ГГц                   | 7/7/9/10                  | 4 × 256 КБ                | 6 МБ                      | HD Graphics 4600          | 400—1150 МГц              | 37 Вт                     | BGA-1364                  | DMI 2.0                   | Январь 2015               | CL8064701472605           | $378                      |
| Core i7-4750HQ                        | SR18J (C0)                | 4                         | 2 ГГц                     | 10/10/11/12               | 4 × 256 КБ                | 6 МБ                      | Iris Pro Graphics 5200    | 200-1200 МГц              | 47 Вт                     | BGA-1364                  | DMI 2.0                   | Июнь 2013                 | CL8064701510101           | $434                      |
| Core i7-4760HQ                        | SR1BM (C0)                | 4                         | 2.1 ГГц                   | 10/10/11/12               | 4 × 256 КБ                | 6 МБ                      | Iris Pro Graphics 5200    | 200-1200 МГц              | 47 Вт                     | BGA-1364                  | DMI 2.0                   | Апрель 2014               | CL8064701510601           | $434                      |
| Core i7-4770HQ                        | SR1ZW (C0)                | 4                         | 2.2 ГГц                   | 10/10/11/12               | 4 × 256 КБ                | 6 МБ                      | Iris Pro Graphics 5200    | 200-1200 МГц              | 47 Вт                     | BGA-1364                  | DMI 2.0                   | Июль 2014                 | CL8064701956100           | $434                      |
| Core i7-4850HQ                        | SR18H (C0)                | 4                         | 2.3 ГГц                   | 10/10/11/12               | 4 × 256 КБ                | 6 МБ                      | Iris Pro Graphics 5200    | 200-1200 МГц              | 47 Вт                     | BGA-1364                  | DMI 2.0                   | Июнь 2013                 | CL8064701509800           | $434                      |
| Core i7-4860HQ                        | SR1BP (C0)                | 4                         | 2.4 ГГц                   | 10/10/11/12               | 4 × 256 КБ                | 6 МБ                      | Iris Pro Graphics 5200    | 200-1200 МГц              | 47 Вт                     | BGA-1364                  | DMI 2.0                   | Февраль 2014              | CL8064701510800           | $434                      |
| Core i7-4870HQ                        | SR1ZX (C0)                | 4                         | 2.5 ГГц                   | 10/10/11/12               | 4 × 256 КБ                | 6 МБ                      | Iris Pro Graphics 5200    | 200-1200 МГц              | 47 Вт                     | BGA-1364                  | DMI 2.0                   | Июль 2014                 | CL8064701956200           | $434                      |
| Core i7-4950HQ                        | SR18G (C0)                | 4                         | 2.4 ГГц                   | 10/10/11/12               | 4 × 256 КБ                | 6 МБ                      | Iris Pro Graphics 5200    | 200-1300 МГц              | 47 Вт                     | BGA-1364                  | DMI 2.0                   | Июнь 2013                 | CL8064701509700           | $623                      |
| Core i7-4960HQ                        | SR1BS (C0)                | 4                         | 2.6 ГГц                   | 10/10/11/12               | 4 × 256 КБ                | 6 МБ                      | Iris Pro Graphics 5200    | 200-1300 МГц              | 47 Вт                     | BGA-1364                  | DMI 2.0                   | Сентябрь 2013             | CL8064701511001           | $623                      |
| Core i7-4980HQ                        | SR1ZY (C0)                | 4                         | 2.8 ГГц                   | 10/10/11/12               | 4 × 256 КБ                | 6 МБ                      | Iris Pro Graphics 5200    | 200-1300 МГц              | 47 Вт                     | BGA-1364                  | DMI 2.0                   | Июль 2014                 | CL8064701956300           | $623                      |
| обычное энергопотребление, встроенные |                           |                           |                           |                           |                           |                           |                           |                           |                           |                           |                           |                           |                           |                           |
| Core i7-4700EC                        | SR1VZ (C0)                | 4                         | 2.7 ГГц                   | н/д                       | 4 × 256 КБ                | 8 МБ                      | н/д                       | н/д                       | 43 Вт                     | BGA-1364                  | DMI 2.0                   | Март 2014                 | CL8064701830000           | $459                      |
| Core i7-4700EQ                        | SR17L (C0)                | 4                         | 2.4 ГГц                   | 8/8/9/10                  | 4 × 256 КБ                | 6 МБ                      | HD Graphics 4600          | 400-1000 МГц              | 47 Вт                     | BGA-1364                  | DMI 2.0                   | Июнь 2013                 | CL8064701483802           | $378                      |
| Core i7-4701EQ                        | SR1H1 (C0)                | 4                         | 2.4 ГГц                   | 8/8/9/10                  | 4 × 256 КБ                | 6 МБ                      | HD Graphics 4600          | 400-1000 МГц              | 47 Вт                     | BGA-1364                  | DMI 2.0                   | Q3 2013                   | CL8064701575100           | $415                      |
| Core i7-4850EQ                        | SR17X (C0)                | 4                         | 1.6 ГГц                   | ?/?/?/16                  | 4 × 256 КБ                | 6 МБ                      | Iris Pro Graphics 5200    | 650-1000 МГц              | 47 Вт                     | BGA-1364                  | DMI 2.0                   | Август 2013               | CL8064701528402           | $466                      |
| Core i7-4860EQ                        | SR195 (C0)                | 4                         | 1.8 ГГц                   | ?/?/?/14                  | 4 × 256 КБ                | 6 МБ                      | Iris Pro Graphics 5200    | 750-1000 МГц              | 47 Вт                     | BGA-1364                  | DMI 2.0                   | Август 2013               | CL8064701528404           | $508                      |
| низкое энергопотребление, встроенные  |                           |                           |                           |                           |                           |                           |                           |                           |                           |                           |                           |                           |                           |                           |
| Core i7-4702EC                        | SR1W0 (C0)                | 4                         | 2 ГГц                     | н/д                       | 4 × 256 КБ                | 8 МБ                      | н/д                       | н/д                       | 27 Вт                     | BGA-1364                  | DMI 2.0                   | Март 2014                 | CL8064701830100           | $459                      |

### Основанные на микроархитектуре «Broadwell» (5-е поколение)

#### «Broadwell-H» (MCP, 4 ядра, 14 нм)
- Все модели поддерживают: MMX, SSE, SSE2, SSE3, SSSE3, SSE4.1, SSE4.2, AVX, AVX2, FMA3, F16C, (BMI1)(Bit Manipulation Instructions1)+BMI2, Enhanced Intel SpeedStepTechnology (EIST), Intel 64, XD bit (an NX bit implementation), Intel VT-x, Intel VT-d, Hyper-threading, Turbo Boost 2.0, AES-NI, Smart Cache, Intel Insider.
- Все модели содержат «Crystalwell»: 128 МиБ eDRAM, которая построена на 22 нм техпроцессе и используется как кеш L4.

| Модель                                | Маркировка sSpec          | Ядра                      | Тактовая частота          | Turbo                     | Кэш L2                    | Кэш L3                    | Модель GPU                | Частота GPU               | TDP                       | Разъём                    | Шина                      | Дата выпуска              | Партия(и)                 | Цена (USD)                |
| обычное энергопотребление             | обычное энергопотребление | обычное энергопотребление | обычное энергопотребление | обычное энергопотребление | обычное энергопотребление | обычное энергопотребление | обычное энергопотребление | обычное энергопотребление | обычное энергопотребление | обычное энергопотребление | обычное энергопотребление | обычное энергопотребление | обычное энергопотребление | обычное энергопотребление |
| ------------------------------------- | ------------------------- | ------------------------- | ------------------------- | ------------------------- | ------------------------- | ------------------------- | ------------------------- | ------------------------- | ------------------------- | ------------------------- | ------------------------- | ------------------------- | ------------------------- | ------------------------- |
| Core i7-5700HQ                        | SR2BP (G0)                | 4                         | 2.7 ГГц                   | 3.5 ГГц                   | 4 × 256 КБ                | 6 МБ                      | HD Graphics 5600          | 300-1050 МГц              | 47 Вт                     | BGA-1364                  | DMI 2.0                   | Июнь 2015                 | FH8065802491903           | $378                      |
| Core i7-5750HQ                        | SR2BL (G0)                | 4                         | 2.5 ГГц                   | 3.4 ГГц                   | 4 × 256 КБ                | 6 МБ                      | Iris Pro Graphics 6200    | 300-1100 МГц              | 47 Вт                     | BGA-1364                  | DMI 2.0                   | Июнь 2015                 | FH8065802491802           | $434                      |
| Core i7-5850HQ                        | SR2BH (G0)                | 4                         | 2.7 ГГц                   | 3.6 ГГц                   | 4 × 256 КБ                | 6 МБ                      | Iris Pro Graphics 6200    | 300-1100 МГц              | 47 Вт                     | BGA-1364                  | DMI 2.0                   | Июнь 2015                 | FH8065802491501           | $434                      |
| Core i7-5950HQ                        | SR2BJ (G0)                | 4                         | 2.9 ГГц                   | 3.7 ГГц                   | 4 × 256 КБ                | 6 МБ                      | Iris Pro Graphics 6200    | 300—1150 МГц              | 47 Вт                     | BGA-1364                  | DMI 2.0                   | Июнь 2015                 | FH8065802491601           | $623                      |
| обычное энергопотребление, встроенные |                           |                           |                           |                           |                           |                           |                           |                           |                           |                           |                           |                           |                           |                           |
| Core i7-5700EQ                        | SR2E6 (G0)                | 4                         | 2.6 ГГц                   | 3.4 ГГц                   | 4 × 256 КБ                | 6 МБ                      | HD Graphics 5600          | 300-1000 МГц              | 47 Вт                     | BGA-1364                  | DMI 2.0                   | Июнь 2015                 | FH8065802420402           | $378                      |
| Core i7-5850EQ                        | SR2E8 (G0)                | 4                         | 2.7 ГГц                   | 3.4 ГГц                   | 4 × 256 КБ                | 6 МБ                      | Iris Pro Graphics 6200    | 300-1000 МГц              | 47 Вт                     | BGA-1364                  | DMI 2.0                   | Июнь 2015                 | FH8065802420503           | $435                      |

#### «Broadwell-U» (2 ядра, 14 нм)
- Все модели поддерживают: MMX, SSE, SSE2, SSE3, SSSE3, SSE4.1, SSE4.2, AVX, AVX2, FMA3, F16C, Enhanced Intel SpeedStep Technology (EIST), Intel 64, XD bit (an NX bit implementation), Intel VT-x, Intel VT-d, Hyper-threading, Turbo Boost 3.0, AES-NI, Smart Cache.
- Все модели поддерживают до 8 DIMMS DDR4-2400 оперативной памяти.
- i7-6800K имеет 28 линий PCI Express; все остальные — 40.

| Модель                    | Маркировка sSpec          | Ядра                      | Тактовая частота          | Turbo                     | Кэш L2                    | Кэш L3                    | Модель GPU                | Частота GPU               | TDP                       | Разъём                    | Шина                      | Дата выпуска              | Партия(и)                 | Цена (USD)                |
| обычное энергопотребление | обычное энергопотребление | обычное энергопотребление | обычное энергопотребление | обычное энергопотребление | обычное энергопотребление | обычное энергопотребление | обычное энергопотребление | обычное энергопотребление | обычное энергопотребление | обычное энергопотребление | обычное энергопотребление | обычное энергопотребление | обычное энергопотребление | обычное энергопотребление |
| ------------------------- | ------------------------- | ------------------------- | ------------------------- | ------------------------- | ------------------------- | ------------------------- | ------------------------- | ------------------------- | ------------------------- | ------------------------- | ------------------------- | ------------------------- | ------------------------- | ------------------------- |
| Core i7-5557U             | SR26E (F0)                | 2                         | 3.1 ГГц                   | 3/3                       | 2 × 256 КБ                | 4 МБ                      | Iris Graphics 6100        | 300-1100 МГц              | 28 Вт                     | BGA-1168                  | DMI 2.0                   | Январь 2015               | FH8065802063512           | $426                      |
| низкое энергопотребление  |                           |                           |                           |                           |                           |                           |                           |                           |                           |                           |                           |                           |                           |                           |
| Core i7-5500U             | SR23W (F0)                | 2                         | 2.4 ГГц                   | 5/6                       | 2 × 256 КБ                | 4 МБ                      | HD Graphics 5500          | 300-950 МГц               | 15 Вт                     | BGA-1168                  | DMI 2.0                   | Январь 2015               | FH8065801620004           | $393                      |
| Core i7-5550U             | SR26A (F0)                | 2                         | 2 ГГц                     | 9/10                      | 2 × 256 КБ                | 4 МБ                      | HD Graphics 6000          | 300-1000 МГц              | 15 Вт                     | BGA-1168                  | DMI 2.0                   | Январь 2015               | FH8065802063310           | $426                      |
| Core i7-5600U             | SR23V (F0)                | 2                         | 2.6 ГГц                   | 5/6                       | 2 × 256 КБ                | 4 МБ                      | HD Graphics 5500          | 300-950 МГц               | 15 Вт                     | BGA-1168                  | DMI 2.0                   | Январь 2015               | FH8065801618304           | $393                      |
| Core i7-5650U             | SR267 (F0)                | 2                         | 2.2 ГГц                   | 9/10                      | 2 × 256 КБ                | 4 МБ                      | HD Graphics 6000          | 300-1000 МГц              | 15 Вт                     | BGA-1168                  | DMI 2.0                   | Январь 2015               | FH8065801974816           | $426                      |

### Основанные на микроархитектуре «Skylake» (6-е поколение)

#### «Skylake-H» (MCP, 4 ядра, 14 нм)
- Все модели поддерживают: MMX, SSE, SSE2, SSE3, SSSE3, SSE4.1, SSE4.2, AVX, AVX2, FMA3, F16C, BMI1 (Bit Manipulation Instructions 1) и BMI2, Enhanced Intel SpeedStepTechnology (EIST), Intel 64, XD bit (an NX bit implementation), Intel VT-x, Intel VT-d, Hyper-threading, Turbo Boost 2.0, AES-NI, Smart Cache, Intel Insider, Intel SGX, Intel MPX.
- Встроенные модели также поддерживают: Intel vPro, Intel TXT.
- Линий PCI Express: 16

| Модель                                | Маркировка sSpec          | Ядра                      | Тактовая частота          | Turbo                     | Кэш L2                    | Кэш L3                    | Модель GPU                | Частота GPU               | TDP                       | Разъём                    | Шина                      | Дата выпуска              | Партия(и)                 | Цена (USD)                |
| обычное энергопотребление             | обычное энергопотребление | обычное энергопотребление | обычное энергопотребление | обычное энергопотребление | обычное энергопотребление | обычное энергопотребление | обычное энергопотребление | обычное энергопотребление | обычное энергопотребление | обычное энергопотребление | обычное энергопотребление | обычное энергопотребление | обычное энергопотребление | обычное энергопотребление |
| ------------------------------------- | ------------------------- | ------------------------- | ------------------------- | ------------------------- | ------------------------- | ------------------------- | ------------------------- | ------------------------- | ------------------------- | ------------------------- | ------------------------- | ------------------------- | ------------------------- | ------------------------- |
| Core i7-6700HQ                        | SR2FQ (R0)                | 4                         | 2.6 ГГц                   | 5/7/7/9                   | 4 × 256 КБ                | 6 МБ                      | HD Graphics 530           | 350-1050 МГц              | 45 Вт                     | BGA 1440                  | DMI 3.0                   | Сентябрь 2015             | CL8066202194635           | $378                      |
| Core i7-6770HQ                        | SR2QY (N0)                | 4                         | 2.6 ГГц                   | 5/7/7/9                   | 4 × 256 КБ                | 6 МБ                      | Iris Pro Graphics 580     | 350-950 МГц               | 45 Вт                     | BGA 1440                  | DMI 3.0                   | Январь 2016               | JQ8066202195123           | $434                      |
| Core i7-6820HK                        | SR2FL (R0)                | 4                         | 2.7 ГГц                   | 5/7/7/9                   | 4 × 256 КБ                | 8 МБ                      | HD Graphics 530           | 350-1050 МГц              | 45 Вт                     | BGA 1440                  | DMI 3.0                   | Сентябрь 2015             | CL8066202194730           | $378                      |
| Core i7-6820HQ                        | SR2FU (R0)                | 4                         | 2.7 ГГц                   | 5/7/7/9                   | 4 × 256 КБ                | 8 МБ                      | HD Graphics 530           | 350-1050 МГц              | 45 Вт                     | BGA 1440                  | DMI 3.0                   | Сентябрь 2015             | CL8066202194731           | $378                      |
| Core i7-6870HQ                        | SR2QX (N0)                | 4                         | 2.7 ГГц                   | 5/7/7/9                   | 4 × 256 КБ                | 8 МБ                      | Iris Pro Graphics 580     | 350-1000 МГц              | 45 Вт                     | BGA 1440                  | DMI 3.0                   | Январь 2016               | JQ8066202195122           | $434                      |
| Core i7-6920HQ                        | SR2FT (R0)                | 4                         | 2.9 ГГц                   | 5/7/7/9                   | 4 × 256 КБ                | 8 МБ                      | HD Graphics 530           | 350-1050 МГц              | 45 Вт                     | BGA 1440                  | DMI 3.0                   | Сентябрь 2015             | CL8066202194719           | $568                      |
| Core i7-6970HQ                        | SR2QW (N0)                | 4                         | 2.8 ГГц                   | 5/7/7/9                   | 4 × 256 КБ                | 8 МБ                      | Iris Pro Graphics 580     | 350-1050 МГц              | 45 Вт                     | BGA 1440                  | DMI 3.0                   | Январь 2016               | JQ8066202195121           | $623                      |
| обычное энергопотребление, встроенные |                           |                           |                           |                           |                           |                           |                           |                           |                           |                           |                           |                           |                           |                           |
| Core i7-6820EQ                        | SR2DT (R0)                | 4                         | 2.8 ГГц                   | 3.5 ГГц                   | 4 × 256 КБ                | 8 МБ                      | HD Graphics 530           | 350-1000 МГц              | 45 Вт                     | BGA 1440                  | DMI 3.0                   | Октябрь 2015              | CL8066201939103           | $378                      |
| низкое энергопотребление, встроенные  |                           |                           |                           |                           |                           |                           |                           |                           |                           |                           |                           |                           |                           |                           |
| Core i7-6822EQ                        | SR2DW (R0)                | 4                         | 2 ГГц                     | 2.8 ГГц                   | 4 × 256 КБ                | 8 МБ                      | HD Graphics 530           | 300-1000 МГц              | 25 Вт                     | BGA 1440                  | DMI 3.0                   | Октябрь 2015              | CL8066202302204           | $378                      |